# Abbazia di San Michele Arcangelo a Passignano
L'abbazia di San Michele Arcangelo a Passignano è un monastero della Congregazione vallombrosana situato nel territorio delle colline del Chianti, in località Passignano, nel comune di Barberino Tavarnelle, nella città metropolitana di Firenze.
Il monastero adottò la regola vallombrosana già nell'XI secolo per opera di Giovanni Gualberto, che qui morì nel 1073. Più volte distrutto e ricostruito, oggi appare più come un castello che come una casa religiosa.
Il complesso monastico appare ancora oggi racchiuso all'interno della cortina muraria quattrocentesca a pianta quadrangolare con torri d'angolo, ma sono evidenti le integrazioni neogotiche realizzate alla fine del XIX secolo quando, soppressa la comunità monastica, venne trasformato in una villa. La chiesa abbaziale, a pianta a croce latina, è stata quasi interamente ricostruita dalla seconda metà del XVI secolo e internamente affrescata dal Passignano e da Alessandro Allori.
Il complesso monastico dal 1986 è tornato di proprietà dei monaci vallombrosani.

## Storia

### Origini

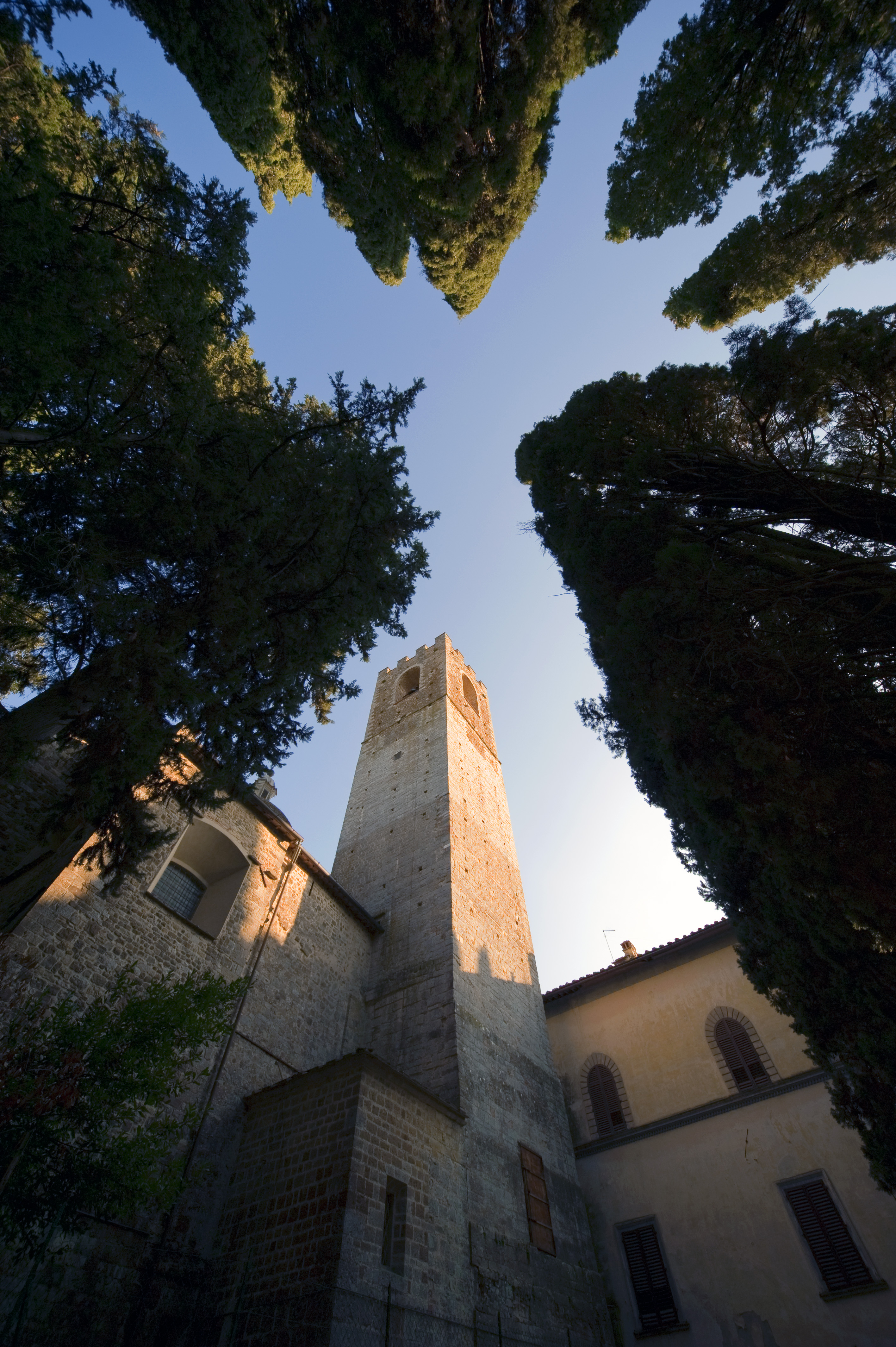
Campanile

L'intitolazione a san Michele arcangelo suggerisce come epoca di fondazione l'epoca longobarda, visto il particolare culto tributato all'"angelo guerriero" da parte del popolo germanico. Una leggenda afferma che il fondatore sarebbe stato un certo Sichelmo: nel Rituale Passinianense del 1316 alla data 18 ottobre risulta prescritto un ufficio in suffragio di Sichelmo e di suo fratello Zenobio; vi si legge infatti: de officio Sichelmi, qui hedificavit hoc monasterium. Un'errata identificazione di Zenobio, fratello di Sichelmo, con il santo vescovo Zanobi ha portato ad ipotizzare come data di fondazione il 395, altre ipotesi hanno suggerito come anno di fondazione l'899 ed il 989 sempre in base ad arbitrarie identificazioni di Zenobio con omonimi vescovi fiesolani.
Quel che è certo è che il monastero di Passignano nel suo archivio, contenente, un tempo, più di 6600 pergamene, conservava un atto qui rogato nel marzo dell'884 redatto alla presenza di un tale Wilerado scabino. Da un atto datato 27 marzo 903 si sa che nell'allora oratorio di san Michele di Passignano viveva una famiglia monastica presieduta da un abate e da un proposto. Nell'XI secolo la comunità fu tra le prime ad accogliere la riforma monastica di Vallombrosa, promossa da Giovanni Gualberto, divenendo una delle sedi della lotta contro la simonia.
Il primo abate vallombrosano di Passignano fu Leto che, nella primavera del 1050, era presente ad un sinodo romano e che organizzò l'incontro tra papa Leone IX e san Giovanni Gualberto, incontro che si tenne nell'estate dello stesso anno proprio in questo monastero. Un altro importante abate di Passignano fu Pietro che il 13 febbraio 1068 davanti alla Badia a Settimo camminò in mezzo al fuoco, uscendone illeso; dopo tale episodio il vescovo di Firenze Pietro Mezzabarba, accusato dai vallombrosani di simonia, dovette abbandonare la città e l'abate Pietro venne denominato Igneo.
Dopo avere passato tutta la vita a combattere per la libertà della chiesa, san Giovanni Gualberto morì nel monastero di Passignano il 12 luglio 1073; poco prima della morte aveva avuto la soddisfazione di vedere elevato al soglio pontificio il vallombrosano Ildebrando che, solo contro tutti, aveva difeso l'ordine vallombrosano dalle accuse di Pier Damiani durante il sinodo romano del 1067. Poco prima, nel 1072, papa Alessandro II, convalidò l'ordine ed elevò alla dignità cardinalizia san Pietro Igneo; una volta cardinale l'Igneo si dedicò a un'intensa attività diplomatica presso la corte dell'imperatore Enrico IV.
L'essere la custode dei resti mortali di san Giovanni Gualberto pose la badia in una posizione di prestigio nell'ambito vallombrosano. Il prestigio però le venne anche attraverso donazioni e acquisti che le permisero di amministrare non solo vasti territori nel Chianti, ma anche molti edifici adibiti al culto o all'accoglienza dei pellegrini, dei malati e dei poveri.
Nell'aprile del 1121 si accampò presso il monastero l'esercito guidato da Corrado di Scheiern marchese di Toscana che, in quell'occasione, confermò ai monaci i loro privilegi; probabilmente nel monastero soggiornò anche l'imperatore Federico Barbarossa il cui ritratto venne dipinto in una sala.

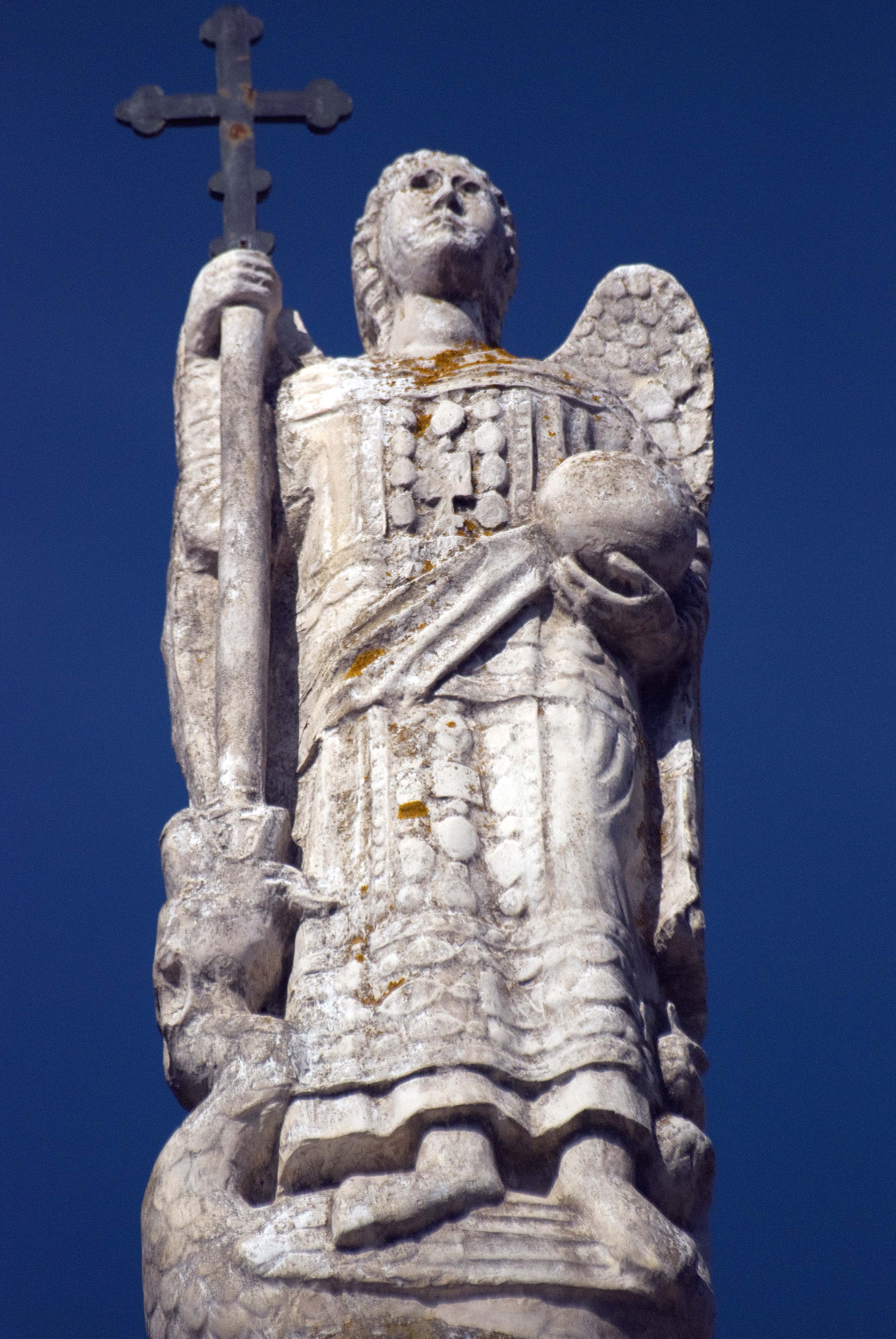
San Michele Arcangelo che uccide il drago (XII secolo)

La distruzione di Fiesole nel 1125 da parte dei fiorentini fu un evento che molto influì sulla storia della badia. Dopo la distruzione della rivale i fiorentini, temendo una grave punizione da parte di papa Onorio II, si rivolsero all'abate di Vallombrosa, Atto, affinché intercedesse in loro favore presso il pontefice. L'abate si impegnò ad intervenire a patto però che il vescovo di Firenze, in cambio dei territori fiesolani occupati nel Mugello, cedesse, al vescovo di Fiesole, la pieve di Sillano, di cui il monastero era una dipendenza. La proposta venne accettata e il distacco dalla diocesi di Firenze portò anche ad un mutamento della politica del monastero. Infatti da quel momento si iniziarono a seguire gli orientamenti politici di Siena. Ciò fu anche una conseguenza dell'ubicazione del monastero: posto ai confini tra i due contadi era spesso vittima delle ostilità tra i due, subendo gravi danni.
Lo scisma che avvenne durante il pontificato di papa Alessandro III sconvolse l'intera congregazione vallombrosana; dal monastero di Passignano venne allontanato, nel 1165, l'abate Lamberto, sostenitore di Alessandro III e venne nominato, dal cancelliere imperiale, l'abate Ugo, sostenitore dell'antipapa Pasquale III. Il momento di massima tensione fu nel 1168, quando venne nominato quale antipapa Giovanni, abate del monastero vallombrosano di Strumi, che prese il nome di Callisto III; a quel punto, all'interno del monastero, si formarono due fazioni, con conseguenti disordini, che non finirono neanche nel 1169, quando Alessandro III, oltre a confermare i privilegi della congregazione, ordinò al nuovo abate di Vallombrosa Giacomo di allontanare da Passignano l'abate Ugo e di ripristinare la direzione di Lamberto. In quello stesso periodo si moltiplicarono in Toscana gli intrighi dell'imperatore di Costantinopoli Manuele che aveva come obiettivo la conquista delle terre dell'Italia centrale per compensare la perdita di quelle che i Normanni gli avevano sottratto nell'Italia Meridionale. Dall'imperatore partirono delle somme di denaro destinate al monastero di san Michele presso poggio San Donato a Siena, sottoposto a Passignano; questi denari ufficialmente erano stati inviati per il mantenimento del monastero ma in realtà, venivano distribuiti al popolo per organizzare sommosse. Intervenne il papa che, in data 16 maggio 1177, proibì queste attività. Sempre in quel periodo iniziò una controversia giuridica sul possesso di tale monastero tra Passignano e Vallombrosa, che si concluse a favore di Passignano.
In seguito alla distruzione di Fiesole del 1125, il vescovo fiesolano era stato obbligato a risiedere a Firenze, ma era in progetto di trasferire la sede vescovile a Figline per sottrarsi al controllo di Firenze; questo piano era conosciuto e appoggiato da Siena, da Arezzo e soprattutto dal papa Alessandro III che approvò tale piano con ben tre bolle consecutive e, addirittura nell'ultima, considerava il progetto ormai concluso visto che conferiva al presule il titolo di Vescovo di Figline e Fiesole. A Figline erano già sorti gli edifici che avrebbero dovuto accogliere il vescovo e la badia di Passignano aveva appositamente acquistato, il 30 aprile 1175, la collegiata di Santa Maria, che sarebbe diventata la cattedrale. Tutto era ormai pronto, il vescovo fiesolano aveva chiesto aiuto agli aretini per effettuare il trasloco, ma quando i fiorentini sconfissero Arezzo in battaglia, tutto saltò e, non paghi della vittoria sul campo, i fiorentini distrussero Figline e bruciarono tutti i locali della costituenda diocesi. Dopo tali episodi iniziò una lunga serie di processi contro Passignano ed il Capitolo di Fiesole che durarono vari decenni.
Il 20 novembre 1199 Firenze impose ai monaci di Passignano il giuramento di non ordire alcun complotto né alleandosi col papa, né alleandosi con l'imperatore. Ma era tardi, poiché Passignano era già alleata della famiglia filoimperiale degli Alberti che, contro Firenze, costruì una città: Semifonte. Alla costruzione della città partecipò anche Passignano, realizzando una chiesa ed un ospedale. In un primo assalto alla città nel 1196, i fiorentini distrussero gli edifici di Passignano e nel 1202 demolirono fin dalle fondamenta Semifonte, imponendo al monastero di Passignano una tassa di 124 libbre per la sistemazione dei superstiti abitanti di Semifonte.

### Il Duecento

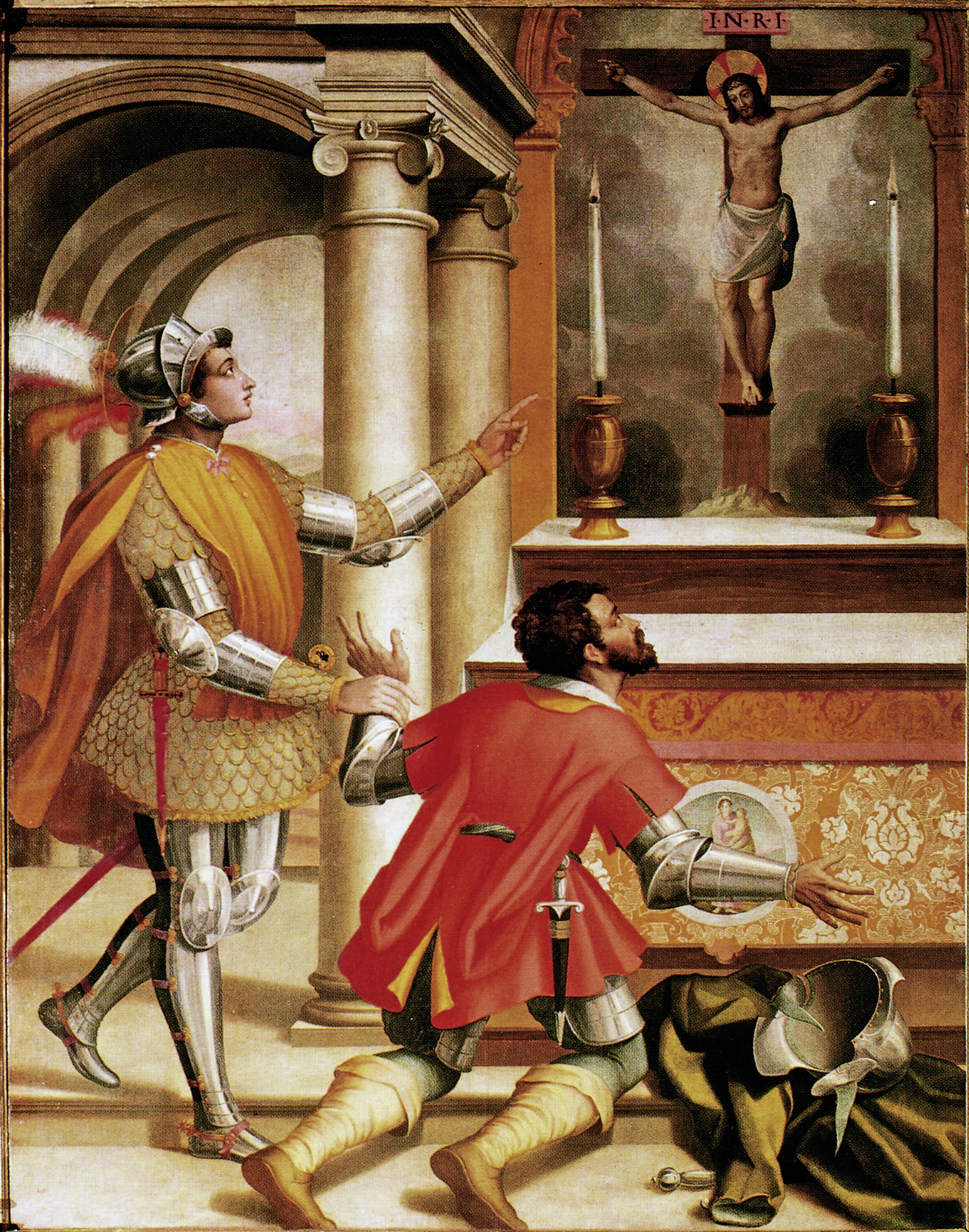
San Giovanni Gualberto perdona l'uccisore di suo fratello, tela di Alessandro Pieroni

Oltre alle attività politiche verso la fine del XII secolo l'abate di Passignano Gregorio fu impegnato per la canonizzazione di san Giovanni Gualberto per la quale scrisse anche una nuova versione della Vita del Santo in cui introdusse anche nuove informazioni tra cui la nascita nel castello di Petroio e l'appartenenza alla famiglia dei Visdomini, famiglia cui apparteneva lo stesso abate. Il 1º ottobre 1193 avvenne la canonizzazione da parte di papa Celestino III e alla cerimonia parteciparono 23 cardinali, un arcivescovo, l'abate di Fulda e gli ambasciatori dell'imperatore bizantino e del re d'Inghilterra. L'elevazione delle spoglie mortali del Santo, ordinata il 23 maggio 1194 dal papa ai vescovi di Arezzo, Pistoia e Siena, non poté effettuarsi a causa dell'opposizione dei vescovi di Firenze e Fiesole, che ancora erano in causa con Passignano. Nel 1205 papa Innocenzo III depose l'abate di Passignano Uberto e il 27 marzo 1210 ordinò ai vescovi di Fiesole e di Firenze di elevare le reliquie del fondatore di Vallombrosa, ma tale ordine venne eseguito solo il 10 ottobre dello stesso anno. In quell'occasione il corpo venne ispezionato e da esso vennero prelevate delle parti, per le quali nei secoli successivi i monasteri vallombrosani fecero eseguire dei ricchi reliquiari. In seguito l'abate Gregorio venne nominato vescovo di Aquino.
Nonostante che in seguito al Concilio Lateranense IV del 1216 fosse stato istituito l'ufficio dei Visitatori per controllare che nei monasteri si osservasse la regola e l'istituzione dell'ufficio del Procuratore presso la Curia Romana per tutelare le esenzioni ed i privilegi dell'Ordine, nel 1222 il monastero di Passignano e gli altri monasteri vallombrosani si trovarono al centro di una contesa con il vescovo di Fiesole Ildebrando a causa di esenzioni fiscali. La disputa si tenne il 26 febbraio 1222 nella pieve di Santa Maria Novella, in diocesi di Fiesole. A difendere le ragioni dei monasteri intervenne Giacomo, decano di Vallombrosa, che mostrò la bolla pontificia con i privilegi. Si scatenò il parapiglia; prima il vescovo fiesolano tentò di impedire la lettura del documento poi affermò che i monasteri erano sul suo territorio e che quindi a lui dovevano pagare le tasse, infine visto che i monaci non avevano regalato nulla in occasione della sua consacrazione pronunciò un elogio degli incendiari dei beni monastici e minacciò mali peggiori per i ribelli.
Il monaco Giacomo effettuò altre missioni con risultati migliori come quella del 1210 quando consegnò a Luigi IX Re di Francia una reliquia di san Giovanni Gualberto, o come nel 1222 quando su incarico di Innocenzo III aiutò san Domenico di Guzmán nella predicazione contro gli eretici; come nel 1226 quando fece da intermediario per conto di Gregorio IX alla corte di Federico II di Svevia. Missione fallita visto che nel 1229 il papa iniziò una guerra contro l'imperatore. Per le spese militari il papa impose ai monasteri toscani della pesanti tasse, e per pagarle i vallombrosani furono costretti a impegnare quasi tutto il loro patrimonio che nel 1245, dopo una sentenza del tribunale, cadde in mano ai creditori. I beni di Passignano passarono alla famiglia degli Scolari, i quali nel 1255 occuparono il monastero tenendo prigionieri i monaci e costrinsero l'abate ad andare in giro giorno e notte con una scorta armata, non paghi distrussero il monastero e bruciarono la chiesa. Di questa situazione approfittarono gli abitanti di Poggio a Vento, un villaggio limitrofo soggetto all'autorità di Passignano, che ottennero nel 1258 di poter eleggere autonomamente i rettori del comune. A dare parere a loro favorevole fu il giurista Accursio.
I ghibellini furono cacciati definitivamente da Firenze nel 1267 e nel 1269, dopo la sconfitta a Colle Val d'Elsa anche a Siena si insediò un governo guelfo, instaurato da Simone di Montfort, vicario di Carlo d'Angiò. Questi avvenimenti ebbero ripercussioni immediate sulla vita del monastero. Nel 1272 l'abate di Vallombrosa Plebano depone quello di Passignano Rodolfo e affida il monastero a Ruggero dei Buondelmonti, guelfo, già eletto nel 1266 ma a causa del governo ghibellino instaurato a seguito della Battaglia di Montaperti non aveva potuto prenderne il possesso. Il Buondelmonti iniziò subito a ricostruire il monastero (nell'architrave di un porta è incisa la data 1294) e la chiesa che nel 1287 erano terminati e subito dopo iniziò la costruzione del campanile che era concluso nel 1297. Per sottrarre i monasteri dall'influenza laica la Santa sede si riservava la collazione dei benefici ecclesiastici, varando all'inizio del XIII secolo il sistema della commenda.

### Il Tre e il Quattrocento
Il 23 dicembre 1297 papa Bonifacio VIII nominò l'abate di Passignano Ruggero Buondelmonti priore generale di Camaldoli in sostituzione del priore Frediano. Prima ancora di poter prendere possesso della nuova carica, il 26 marzo 1298 lo stesso Bonifacio VIII lo nominò abate generale di Vallombrosa in sostituzione di Valentino. Per qualche anno Ruggero mantenne anche la carica di abate di Passignano e in politica si schierò con i Guelfi neri appoggiando Corso Donati. Dopo il Calendimaggio del 1300 partecipò al convegno che si tenne a Firenze nella chiesa di Santa Trinita in cui venne deciso di chiamare a Firenze Carlo di Valois e di cacciare dalla città i Guelfi bianchi, a cui apparteneva Dante Alighieri. Nel 1312 si oppose all'imperatore Enrico VII di Lussemburgo: le truppe imperiali avevano prima occupato il monastero di San Salvi per poi porre il loro campo a San Casciano in Val di Pesa. Il monastero venne inserito al 29º posto tra quelli considerati ribelli all'impero. Nel novembre del 1312 nonostante il monastero fosse stato trasformato in fortezza cadde sotto l'assedio delle truppe imperiali guidate dal fratello dell'imperatore l'arcivescovo di Treviri Baldovino; il monastero venne occupato fino all'8 marzo 1313. Gli occupanti minacciarono più volte di radere al suolo il monastero e perciò i monaci fecero un voto alla Madonna che se avesse allontanato dal monastero tale minaccia in cambio avrebbero celebrato ogni anno l'8 dicembre una festa dell'Immacolata Concezione. Furono accontentati.

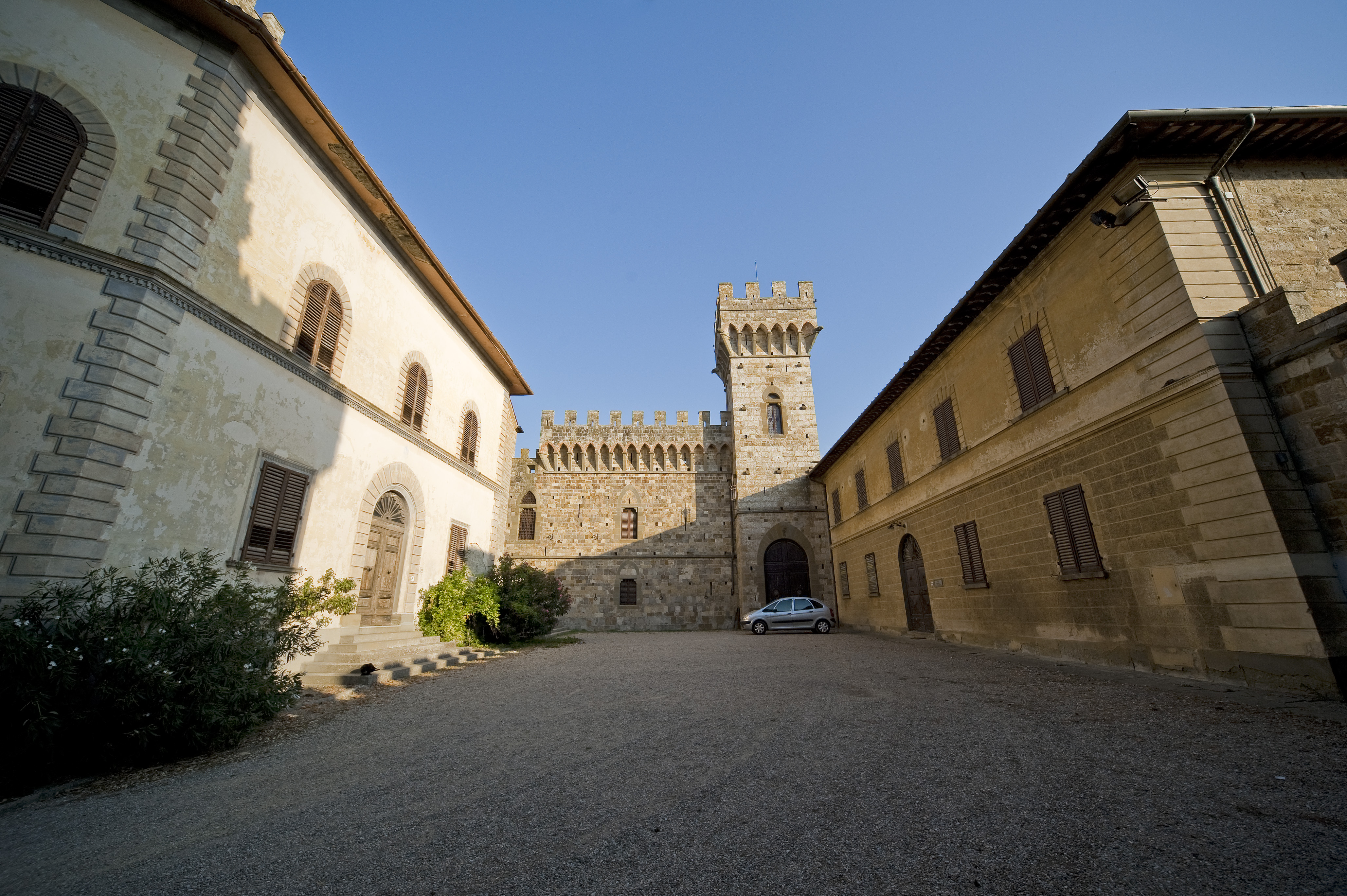
Piazzetta prospiciente la chiesa abbaziale

La vita dell'abate Ruggero Buondelmonti finì il 14 agosto 1313 presso il Guarlone assistito dall'abate di Passignano Nicola. Subito dopo la morte di Buondelmonti l'abate di San Mercuriale di Forlì Bartolo Ceci occupa il monastero di Vallombrosa ed impedisce agli abati di poter eleggere il nuovo generale dell'ordine. Per tutta risposta i monaci si riunirono presso la chiesa di Santa Trinita in Firenze ed elessero generale dell'Ordine l'abate di Passignano Nicola. Contro Bartolo Ceci si schierò anche il re di Napoli Roberto d'Angiò che pretese dal papa una punizione esemplare contro il ribelle che oltretutto era stato autore di una rivolta popolare a Forlì contro il dominio angioino. Il 2 febbraio 1317 il re di Napoli nomino l'abate di Passignano cappellano regio.
Fra i prigionieri fatti da Castruccio Castracani il 23 settembre 1325 dopo la Battaglia di Altopascio figurano tre di Passignano: Puccio Lapi, Moco Compagni e Bartolo Benucci.
La ricchezza del monastero nel XIV secolo era enorme, come dimostra una deliberazione emanata il 30 settembre 1370 dal vicario dell'esecutore degli ordinamenti di giustizia del comune di Firenze, in cui il monastero venne condannato a pagare una tassa annuale di 320 moggia di grano.
Nel corso del XIV secolo vengono realizzate a Siena due opere per la decorazione della chiesa abbaziale: il Reliquiario di san Giovanni Gualberto, che nel XV secolo venne modificato sostituendone il busto, e nel 1358 il polittico dell'altare maggiore. Nel 1365 risulta in fase di costruzione la chiesa di San Biagio; nello stesso anno Bindo dei Buondelmonti istigò i muratori ad interrompere il lavoro e aizzò i contadini a smettere di lavorare le terre del monastero; questi fatti provocarono la reazione del comune di Firenze, che intervenne ammonendolo e facendogli sapere che considerava come ribellione contro il comune qualsiasi sgarbo fatto al monastero. In quel periodo giunsero al monastero anche due lettere di Caterina da Siena, in cui si esortava l'abate Martino in una e i monaci nell'altra a preferire piuttosto la morte che venire meno agli impegni derivati dalla missione religiosa.
Con lo scopo di sottrarre i monasteri al sistema della Commenda il 13 maggio 1437 papa Eugenio IV nominò abate di Vallombrosa don Placido Pavanelli, formatosi a Santa Giustina di Padova, e sempre nello stesso anno impone a Gomez abate della Badia Fiorentina, di inviare dei monaci nei monasteri vallombrosani per introdurre la riforma di Santa Giustina. Tra i monaci inviati c'era don Francesco Altoviti che il 7 gennaio 1441 sarà nominato abate di Passignano. È sotto il suo governo che il monastero prende gran parte delle forme che ancora oggi è possibile vedere. Nel 1454 Altoviti fu nominato anche abate di Vallombrosa. Dopo la nomina ad abate di Vallombrosa Altoviti nominò don Isidoro del Sera quale abate di Passignano e don Bernardo quale abate di San Salvi; entrambi erano monaci dell'osservanza di Santa Giustina e fu in questo periodo che tra i monaci vallombrosani si cominciò ad organizzare i cenobi secondo la riforma attuata nel monastero padovano.
Durante il pontificato di Callisto III si arrivò ad una concordia tra gli abati vallombrosani sulla regola da seguire; prima dell'approvazione il papa incaricò l'arcivescovo di Firenze Antonino Pierozzi di esaminare il testo dell'intesa che però non venne approvata a causa della morte del pontefice. Gli stessi abati presentarono una nuova richiesta al successore di Callisto III, papa Pio II, che incaricò l'abate della Badia fiorentina per la revisione dell'accordo. La nuova bozza trasformò l'ordine in congregatio, organizzata sul modello di Santa Giustina, e dava facoltà agli altri monasteri di aderirvi. Questa nuova congregazione, aveva un preside e celebrava ogni anno i capitoli dell'osservanza, venne detta Sansalvina (dal monastero di San Salvi) e venne approvata dal Papa il 13 giugno 1463. Inoltre venne riconosciuto in Francesco Altoviti il generale della Congregazione; ma la concordia durò poco.

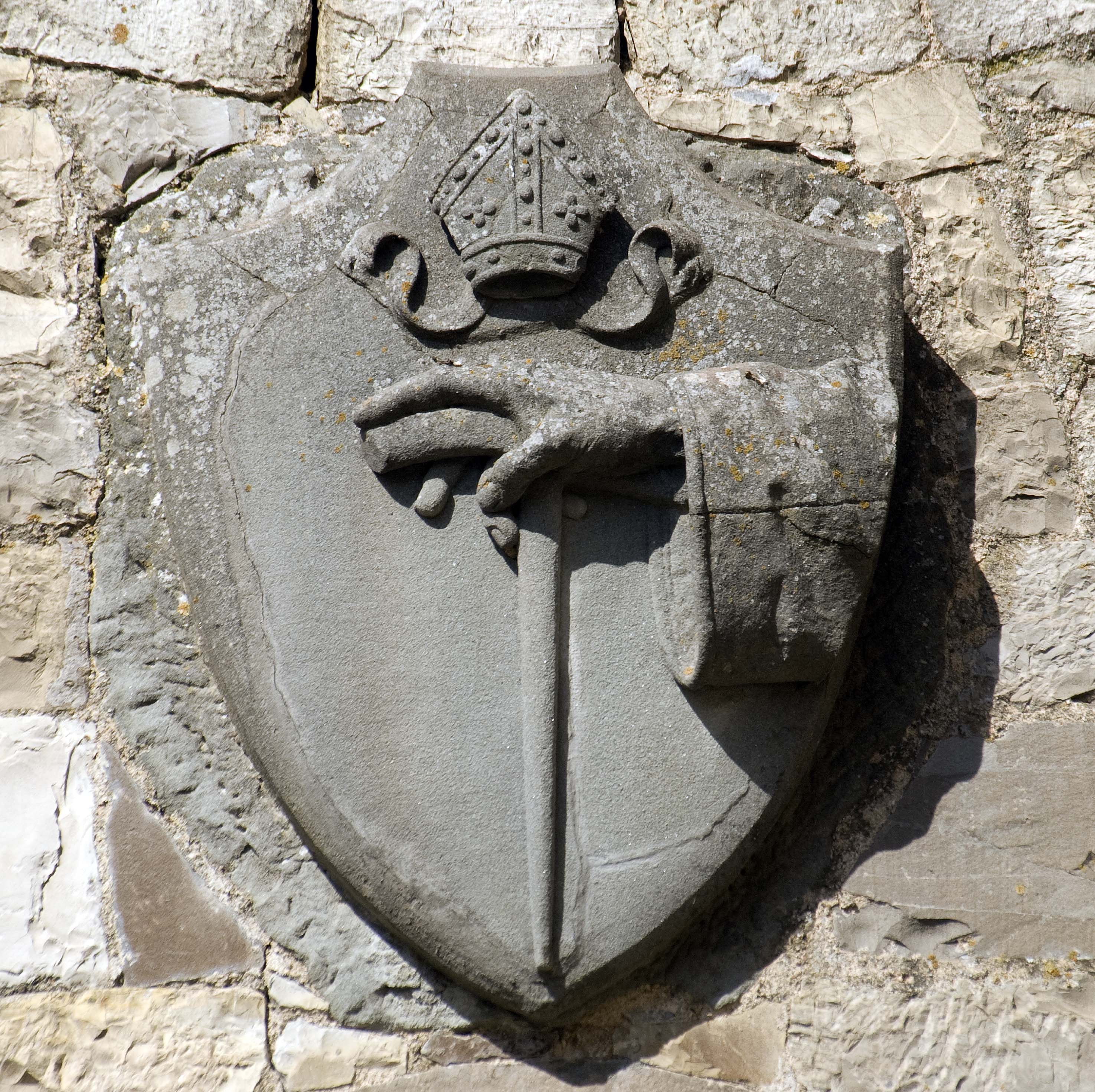
Stemma dei monaci di Badia a Passignano

Alla morte dell'Altoviti, 22 aprile 1479, all'interno della famiglia vallombrosana avvenne lo scisma: il gruppo dei cosiddetti sansalvini elesse quale generale don Isidoro abate di Passignano ma tale nomina venne contestata dai monaci di Vallombrosa che elessero un loro generale nella persona di don Biagio Milanesi che nel 1480 ottenne anche il via libera dal papa. Lo scisma però andava ricucito e così il Milanesi in accordo con l'abate di Passignano stese una bozza di accordo. Tale accordo venne approvato da Innocenzo VIII il 31 gennaio 1485; si stabilì di mettere fine alla congregazione di San Salvi, di creare la nuova Congregazione di Santa Maria in Vallombrosa e si obbligarono tutti i monasteri dell'ordine ad aderirvi sottraendosi alla commenda. Alla nuova congregazione chiese di aderire anche Passignano, ma il papa fece sapere al Milanesi che il monastero era stato promesso a Lorenzo de' Medici con la giustificazione che essendo posto in una zona militarmente strategica, quasi al confine con Siena, non poteva essere governato da abati annuali ma doveva essere una diretta dipendenza dello stato mediceo. Nel 1485 don Isidoro morì e il Milanesi nominò abate di Passignano Riccardo degli Alberti: tale nomina non fu gradita dal Magnifico, che organizzò una spedizione punitiva. In piena notte un esercito composto da oltre 3000 fanti preceduti dal boia entrarono nel monastero, percossero e ferirono i 25 frati presenti che caricati su muli vennero spediti a San Salvi e infine espulsero l'abate. Non era la prima volta che i monaci di Passignano si rifugiavano a san Salvi; già 1478 durante la seconda invasione aragonese del Chianti, nonostante che il monastero fosse una fortezza e disponesse di armi dell'ultima generazione, dopo che seppero della sconfitta fiorentina e dell'accampamento aragonese di stanza a Castellina, i monaci preferirono portare via tutto e mettersi al sicuro. In quell'occasione i beni portati via vennero custoditi tra i monasteri di Santa Maria Novella e Santa Verdiana. Il 25 febbraio 1487 si tenne il matrimonio tra Maddalena, figlia del Magnifico e Franceschetto Cybo, figlio del papa e come regalo Lorenzo ottenne che il monastero di Passignano, unitamente alla Badia a Coltibuono, fosse dato in commenda a suo figlio Giovanni, futuro papa Leone X, il quale nel 1499 rinunciò alla commenda in cambio di 2000 scudi l'anno quale pensione.
Verso la fine del XV secolo i lavori di ampliamento erano ormai terminati ed avevano visto all'opera maestranze lombarde per i lavori alle mura, mentre per la parte in pietra erano stati chiamati gli scalpellini di Settignano. Tra questi ebbe un ruolo maggiore Mariotto di Andrea di Neri che realizzò i capitelli del chiostro, del pozzo, delle finestre e delle porte e inoltre fece il pulpito del refettorio, i beccatelli che tengono il tetto e le fessure per le bombarde. Per i lavori pittorici furono chiamati artisti locali. Bernardo di Stefano Rosselli nel 1472 dipinse le due lunette del refettorio; i fratelli David e Domenico Ghirlandaio lavorano nel monastero una prima volta dal 25 giugno al 1º settembre 1476, quando eseguirono l'affresco dell'"Ultima Cena" per il refettorio, poi tornarono una seconda volta dal 22 ottobre al 22 dicembre 1477 per affrescare la sala del Capitolo; infine vi tornano una terza volta dal 13 maggio al 12 giugno 1478 per dipingere il giardinuzzo. Un altro artista qui impegnato fu Filippo di Antonio Filippelli, nativo nel borgo di Passignano e a spese dei monaci mandato a bottega dai Ghirlandaio, che qui realizzò nella galleria sovrastante il chiostro il ciclo di affreschi raffiguranti la Vita di San Benedetto. Per gli intagli lignei furono chiamati i fiesolani Giovanni e Luca che il 5 luglio 1482 finirono la bella porta che dal giardino immette nel chiostro.

### Cinque e Seicento
La ricchezza del monastero nel XVI secolo portò i monaci a progettare l'ampliamento della chiesa abbaziale. Nel 1505 in occasione del capitolo generale l'abate Milanesi approvò il progetto per la realizzazione di un monumento funebre a san Giovanni Gualberto. Il concorso venne vinto da Benedetto da Rovezzano, che nella sua bottega a Firenze per diversi anni lavorò ai marmi. Il progetto però non fu completato. Il ritorno dei Medici al potere nel 1513 ebbe ripercussioni sulla vita dell'ordine vallombrosano, che vide il proprio abate mandato in esilio. La pace con la famiglia Medici venne siglata nel 1515 in occasione della vista di papa Leone X al santuario dell'Impruneta, in quella circostanza il monastero di Passignano prestò gli arazzi per decorare la chiesa. Un nuovo ordine a completare l'opera venne dal papa Clemente VII il 2 gennaio 1526 ma rimase lettera morta.

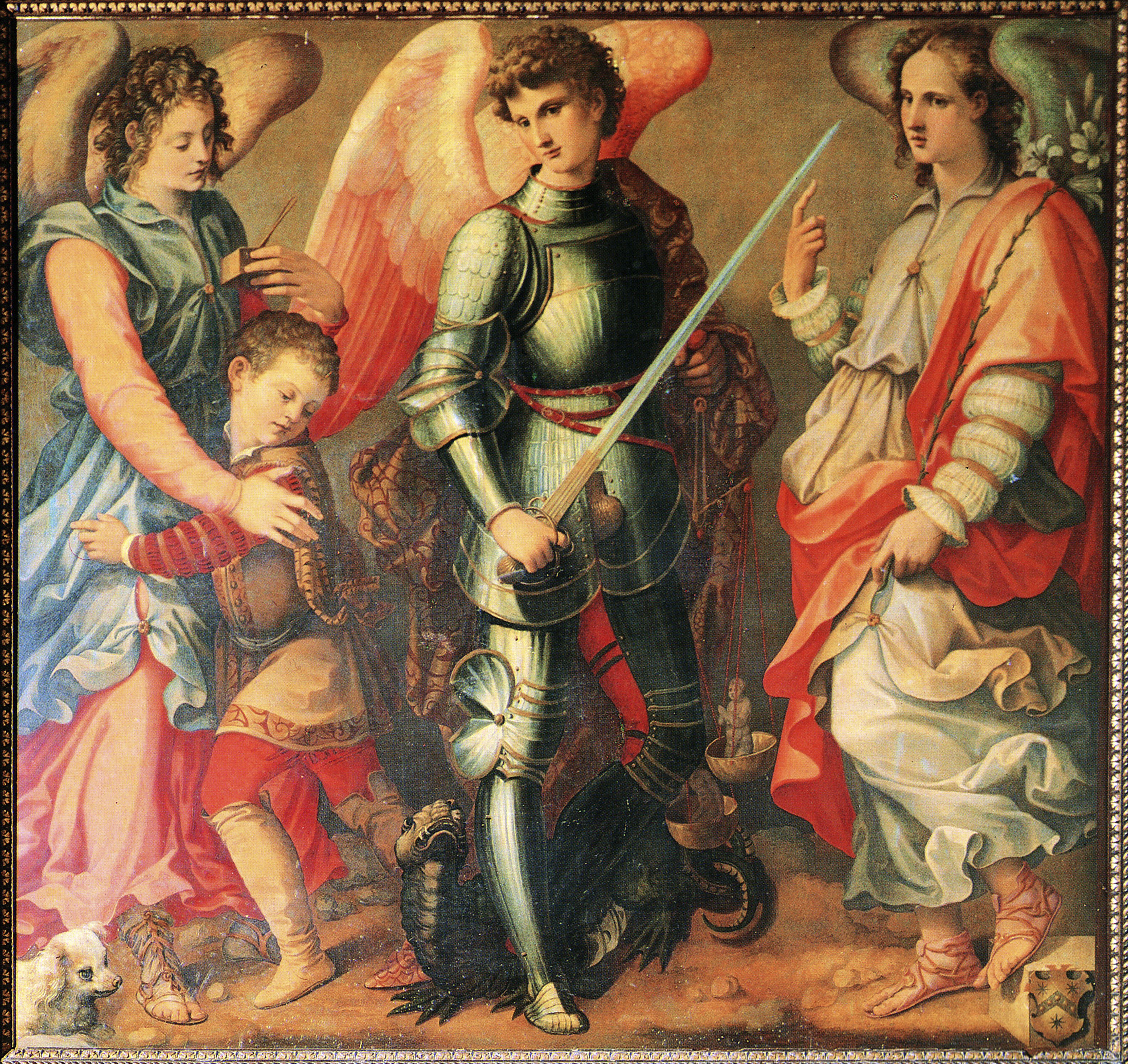
Gli Arcangeli Raffaello, Michele e Gabriele, tela di Michele Tosini

I lavori ripresero speditamente nel 1549 quando iniziò la trasformazione della chiesa in stile manierista-barocco: la prima realizzazione fu il coro ligneo posto a metà della navata e realizzato dal monaco vallombrosano Michele Confetto. Nel 1580 venne inaugurata la cappella di san Giovanni Gualberto decorata da Giovanni Maria Butteri su disegno di Alessandro Allori; in quell'occasione venne effettuata anche una ricognizione sui resti del santo. Lo stesso Alessandro Allori realizzò gli affreschi della parte sinistra del transetto. Una nuova fase dei lavori impegnò il monastero dal 1598 al 1602. A dirigere i lavori fu Domenico Cresti, che per i suoi natali fu detto il Passignano. Sotto la sua direzione venne abbattuta l'abside romanica e venne costruita la cappella maggiore; lo stesso Passignano eseguì gli affreschi della volta e le tele ivi conservate. Sempre il Passignano progettò e realizzò l'intera trasformazione della chiesa con la realizzazione della cupola e delle volte nel transetto e della navata. La decorazione della chiesa venne completata nel 1609 quando vennero realizzati gli affreschi nella cappella di san Atto, affreschi fatti da Benedetto Veli, che nel monastero aveva suo fratello don Tesauro Veli.
Come nei secoli precedenti i mutamenti politici di Firenze avevano ripercussioni a Passignano. Come detto in precedenza il ritorno al potere dei Medici comportò l'esilio dell'abate. Nel 1530 l'assedio degli Imperiali, portò all'occupazione di Firenze da parte degli spagnoli che nel 1555 aiutarono i Medici a conquistare definitivamente Siena. La nuova geografia dello stato mediceo diminuì l'importanza dell'abbazia. Oltre al monastero perse di importanza anche l'intero ordine Vallombrosano ridimensionato dal Concilio di Trento e dalla Controriforma, dai nuovi ordini religiosi e dall'evangelizzazione delle nuove terre che portarono ad un ridimensionamento del ruolo dei monaci. L'ordine cambiò anche nome, divenendo nuovamente Congregazione di Santa Maria di Vallombrosa e anche la sede che dal 1550 venne posta nel monastero di San Bartolomeo a Ripoli, dove risiedeva l'abate generale e la curia generalizia.
Per Passignano questo fu il periodo in cui si accentuò il suo aspetto monastico, in quanto divenne sede di uno studentato. Per poter formare i giovani qui risiedevano i monaci più osservanti e istruiti dell'intera Congregazione; si iniziarono a studiare le lingue greca ed ebraica per poter studiare le sacre Scritture e inoltre in queste lingue veniva recitato anche l'Ufficio divino. Si iniziò anche uno studio approfondito della matematica e delle scienze esatte; per l'insegnamento della matematica fu chiamato nel 1588 Galileo Galilei, che in gioventù aveva avuto un'esperienza monastica a Vallombrosa.
Nel XVIII secolo il monastero non rimase estraneo alle riforme propugnate dal vescovo Scipione de' Ricci, che morì vicino all'abbazia nella sua proprietà di Rignana e lì è sepolto nella cappella di famiglia.
Tra il XVII e il XVIII secolo vennero eseguiti molti lavori al cenobio: tra il 1626 e il 1627 vennero realizzate due stanze per la foresteria di sopra, mentre per la foresteria di sotto furono realizzate le finestre che danno sul chiostro. Nel 1628 venne costruito il muro che collega la chiesa di San Biagio alle prime case del borgo. Tra il 1636 e il 1638 il monastero venne rifornito di acqua corrente e l'acqua raggiunse anche le stalle e l'orto, dove nel mezzo venne costruita la fontana; dalla fontana l'acqua defluiva nel vivaio, dove i monaci allevavano i pesci per la quaresima, e dove venne costruito un tabernacolo. Nello stesso anno venne rifatto anche il camino della cucina e venne costruito il loggiato che lo circonda. Nel 1710 vennero rifatte le porte. Nel 1747 vennero chiusi gli archi del cortile minore, conosciuto come il grottesco, e nel 1755 vennero chiuse le logge superiori del chiostro, dove vennero aperte 15 vere finestre e 8 finte dipinte.

### Dal Settecento a oggi

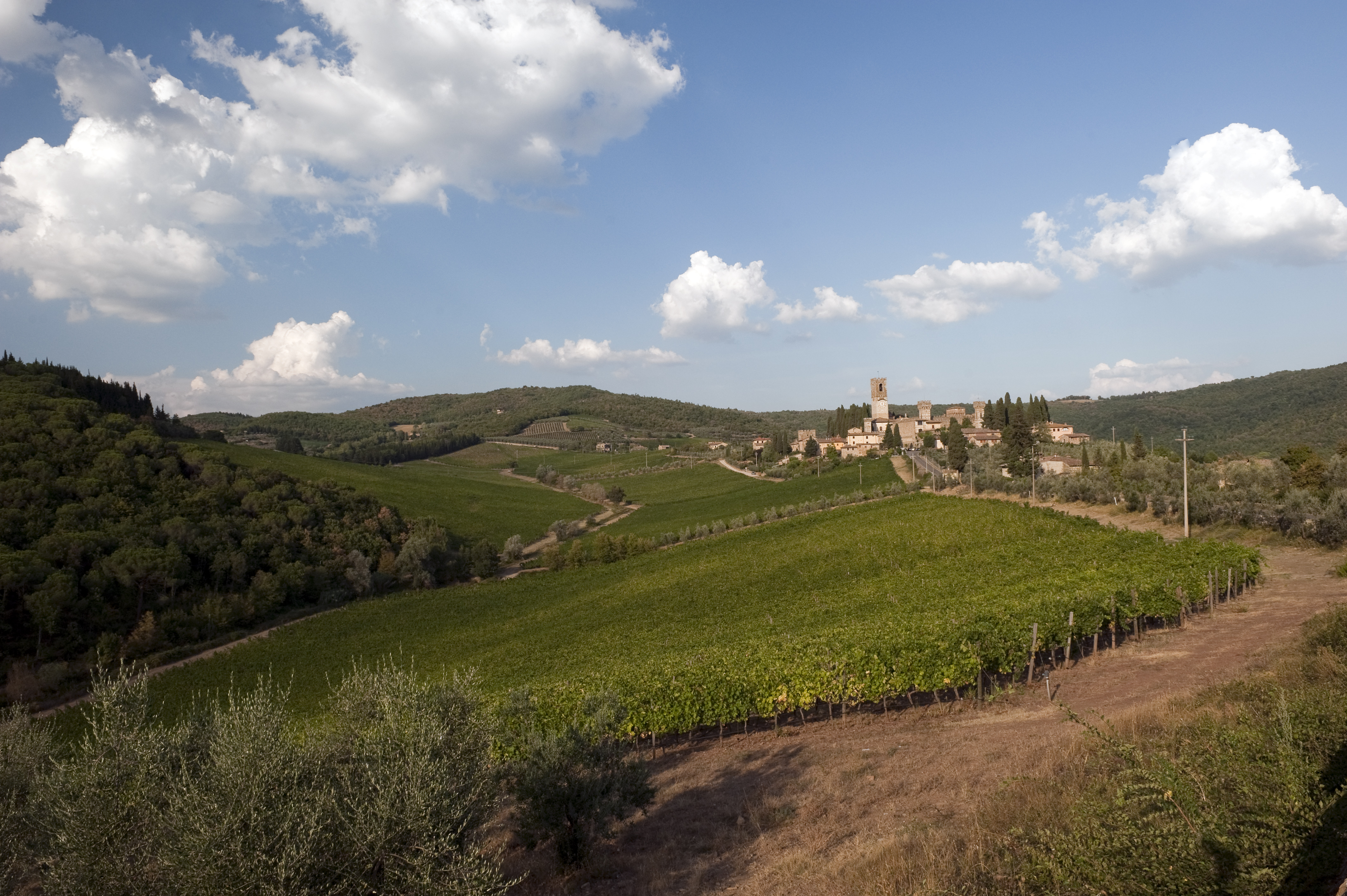
Panorama dell'abbazia e dei vigneti circostanti

Alla metà del XVIII secolo la comunità di Passignano era formata da 25 persone che erano: l'abate, sei monaci sacerdoti (priore, camerlengo, lettore, scriba, sacrestano, maestro dello studio), circa dieci studenti, 3 monaci conversi (portinaio, sarto e cantiniere) e sei laici (fattore, muratore, ortolano, cuoco, manovale e vetturale).
Il 10 ottobre 1810 il monastero venne soppresso dalle leggi napoleoniche. La vita monastica di Passignano si interruppe e venne disperso l'intero patrimonio archivistico e tutta la biblioteca. Tutti i beni immobili furono dati in affitto: i beni oltre al monastero comprendevano ben 41 poderi e 80 case coloniche con un territorio che aveva un'estensione di oltre 2 chilometri di raggio in qualunque direzione uno guardasse per un totale di 12 chilometri quadrati di superficie. Passato Napoleone Bonaparte venne la Restaurazione e ai vallombrosani vennero restituiti il monastero di Vallombrosa, il Santuario di Montenero e la chiesa di Santa Trinita a Firenze. Solo nel 1818 i Vallombrosani riuscirono a riacquistare Passignano e l'intera tenuta; subito venne ricostituita una piccola comunità con sacerdoti e pochi monaci conversi. L'abate fu possibile nominarlo solo nel 1858, quando anche la comunità era più numerosa.
Durò poco. Nel 1866 con le leggi Siccardi vennero soppressi tutti gli ordini religiosi e il governo italiano divenne il proprietario di tutto. Assegnò in custodia ai pochi monaci rimasti una piccola parte del monastero e la chiesa che aveva funzioni di parrocchia per il borgo.
La Badia a Passignano venne messa all'asta e venduta il 7 ottobre 1870 al conte Maurizio Dzieduszycki, in quanto lo stato italiano non sapeva cosa farsene; a quella data la proprietà comprendeva 39 poderi per un'estensione complessiva, boschi compresi, di 1264 ettari.
Per i monaci rimasti nel 1875 venne fatta costruire al posto di un vecchio fabbricato l'attuale canonica, posta sulla sinistra della chiesa abbaziale.
Vari proprietari si sono susseguiti nel corso degli anni successivi.
Il 10 ottobre 1986 i monaci vallombrosani ripresero possesso del monastero. Quel giorno si tenne la cerimonia di insediamento alla quale parteciparono molti monaci convenuti da vari monasteri, l'abate generale della Congregazione, il vescovo di Fiesole e gli abitanti del borgo.
Negli anni 2010 il monastero è stato restaurato ed è visitabile.

## Descrizione

### La chiesa abbaziale

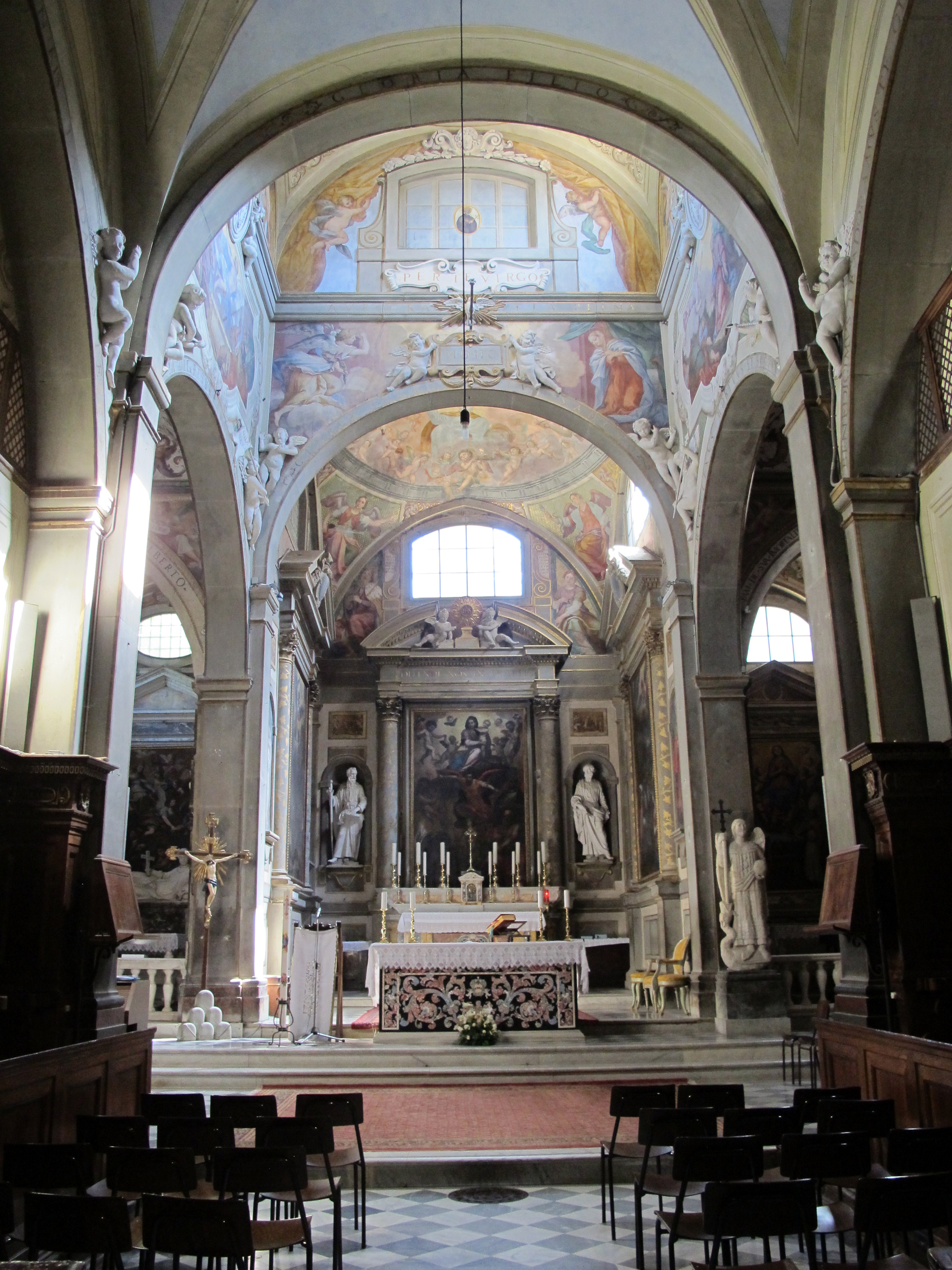
Interno della chiesa abbaziale

Un oratorio dedicato a san Michele Arcangelo esisteva già prima del mille, ma l'attuale chiesa venne costruita a partire dal 1266, dopo che tutto il monastero era stato bruciato dagli Scolari nel 1255.
La facciata esterna presenta un portale sovrastato da una lunetta, nella quale è dipinto un affresco ottocentesco di Filadelfo Simi raffigurante la Madonna col Bambino e due Angeli; sopra la lunetta c'è uno stemma in pietra dei Monaci Vallombrosani. Sulla punta estrema della facciata è collocata la copia di una statua raffigurante l'Arcangelo San Michele che uccide il Drago risalente al XII secolo, mentre l'originale, attribuita a tale Arriguccio marmoraio documentato a Passignano nel 1177, è conservata all'interno del monastero.
L'interno della chiesa, dalla pianta a croce latina tipica delle chiese vallombrosane, si presenta secondo l'aspetto conferitole con i lavori cinquecenteschi. In quell'occasione vennero ricostruite le volte per nascondere le capriate più antiche, una delle quali riporta la data 1287. 
Lo spazio è caratterizzato dal recinto del coro monastico posto a metà circa dell'unica navata; sul tramezzo, ai lati dell'ingresso sono poste due tavole dipinte entro il 1550 - 1551 da Michele Tosini: la tela di destra raffigura gli Arcangeli Michele, Gabriele e Raffaele riconoscibili per i caratteristici simboli, mentre quella di sinistra raffigura la Natività, nella quale la figura di san Giuseppe si appoggia ad un bastone in cui è dipinto lo stemma dell'abate Ungaro, committente delle due opere.

#### Il coro monastico
Venne realizzato nel 1549 da Michele Confetto, un monaco vallombrosano, con la collaborazione del legnaiolo Ermini di Lucolena. Le erme che scandiscono gli stalli sono formate da coppie di volute in cui fanno capolino delle teste femminili a mo' di cariatidi. Nel fregio superiore che corre per tutto il coro sono riprodotte delle lettere greche da un lato e delle lettere ebraiche dall'altro; le lettere ebraiche formano una scritta tratta dal salmo 150 e significa lodatelo con cembali sonori, lodatelo con cembali squillanti, ogni vivente dia lode al Signore; le lettere greche formano una scritta tratta dal salmo 134 e significano voi che state nella casa del Signore, negli atri della casa del nostro Dio, lodate il Signore, il Signore è buono, cantate inni al suo nome, perché è amabile. Queste scritte sono una conferma riguardo allo studio delle lingue orientali nel monastero dal XVI secolo in poi.
Sulla cantoria soprastante l'ingresso principale al coro, a metà della navata della chiesa, si trova l'organo a canne, costruito da Michelangelo Paoli nel 1853; lo strumento è a trasmissione integralmente meccanica, dispone di 30 registri ed è racchiuso entro una cassa lignea, con il prospetto rivolto verso l'abside. La consolle è a finestra e ha un'unica tastiera e pedaliera, con i registri azionati da manette a scorrimento laterale poste nelle due colonne della registriera, a lato della consolle.

#### Cappella di San Michele Arcangelo

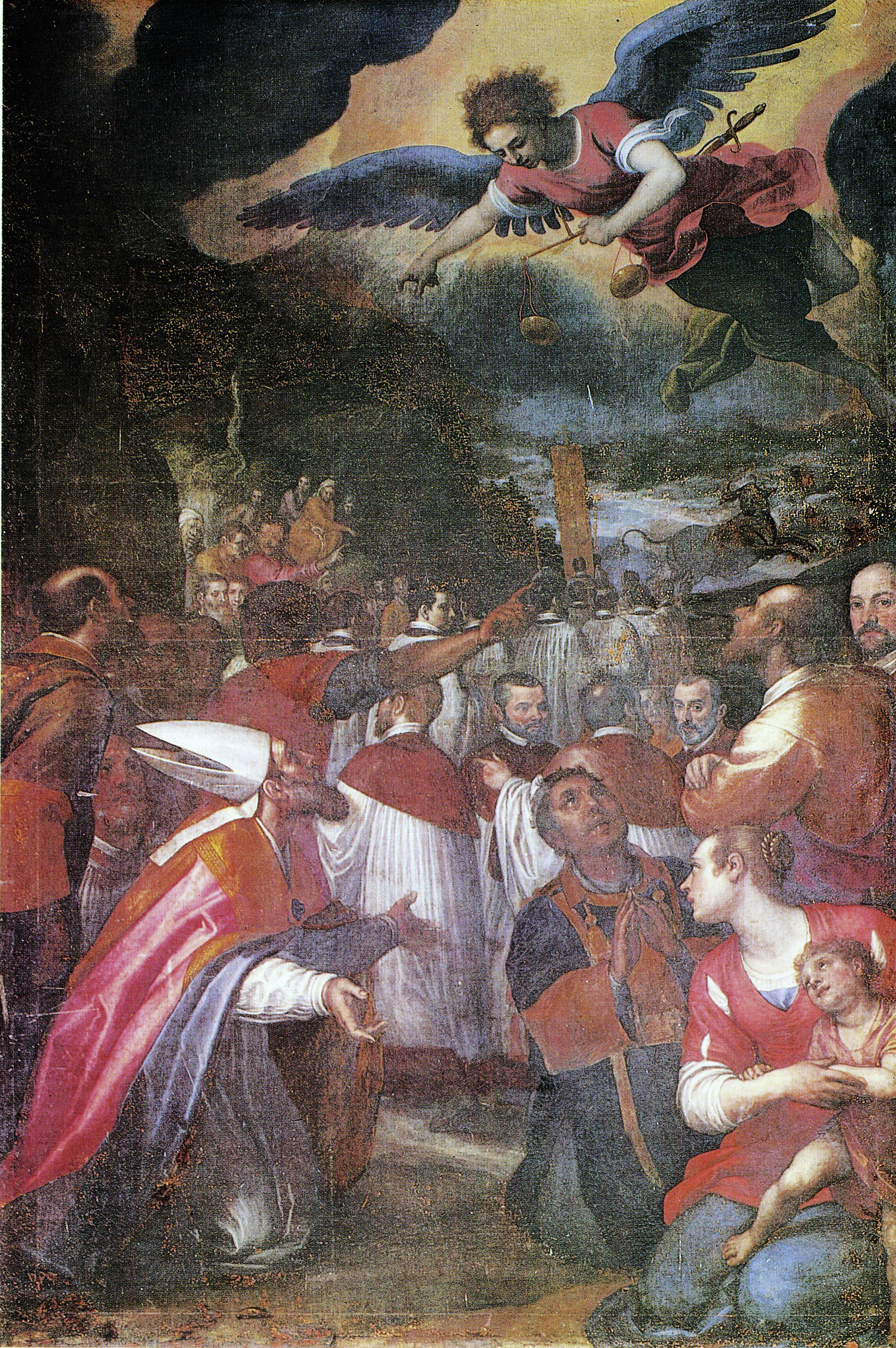
Apparizione di San Michele sul Monte Gargano, Domenico Cresti

La cappella di San Michele Arcangelo è la maggiore ed è posta al centro. Venne disegnata nel 1598 dal Passignano e realizzata con l'aiuto degli scalpellini Francesco Balsimelli di Settignano e Francesco Uvigo d'Ambrogio da Lugano. Del Passignano è l'affresco della volta che raffigura l'Eterno Padre in gloria; nell'affresco sono rappresentati anche quattro angeli musicanti seduti su una balaustra, da cui inizia una progressione di figure su cerchi concentrici fino ad arrivare, verso il centro, ad una serie di teste di cherubini circondanti la Colomba dello Spirito Santo. Sotto la cupola nei pennacchi sono le figure delle quattro virtù cardinali: temperanza, fortezza, giustizia e prudenza; sulle lunette sono raffigurati il Re David, le Sibille e il profeta Isaia. Sulle pareti laterali, collocate dentro a delle nicchie, sono le figure dei quattro evangelisti, da segnalare che l'evangelista Giovanni poggia i piedi sopra un cubo in cui è inserita firma dell'artista.
Addossati alla parete di fondo vi sono due statue di Andrea Ferrucci raffiguranti San Pietro e San Paolo. Sopra a queste figure vi sono dei quadretti monocromi con cornice in oro illustranti una scena della vita di ogni evangelista.
Le tele poste in questa cappella sono del Passignano. All'altare maggiore raffigura la Madonna col Bambino e santi, inserita in una visione apocalittica in cui l'arcangelo Michele combatte con un nemico infernale. La tela di destra raffigura l'Apparizione di San Michele sul Monte Gargano: su un lato vi è il vescovo di Siponto in ginocchio che guida una processione verso la grotta dell'arcangelo, in alto a destra vicino alla cornice c'è l'autoritratto del Passignano. La tela di sinistra raffigura la Lotta di San Michele contro il drago e Lucifero.
Nel 1706 Giuseppe Nicola Nasini eseguì gli affreschi della cupola e nel 1709 lo stesso artista realizzò anche le tele raffiguranti la Madonna del Rosario e Santa Cristina, poste agli altari laterali della navata.

#### Cappella di San Giovanni Gualberto
È posta alla sinistra dell'altare maggiore.
In questa cappella è custodito il sepolcro di San Giovanni Gualberto e venne decorata da Alessandro Allori nel 1580. La decorazione della volta presenta dei quadrati angolari, composti da quattro ottagoni allungati, dove è dipinta la Gloria di san Giovanni Gualberto. Nell'intradosso dell'arco ogivale sono collocate, all'interno di cornici dorate, le figure dipinte a mezzobusto di alcuni santi vallombrosani opera di Giovanni Maria Butteri e Alessandro Pieroni. Giovanni Battista Caccini è l'autore della statua in marmo di San Giovanni Gualberto posta sul sepolcro.
Ai lati della parete dell'arco sono posti due Angioletti scolpiti a bassorilievo realizzati nel 1507 da Benedetto da Rovezzano per il progettato monumento funebre del fondatore dei vallombrosani e mai completato- L'angelo di destra regge lo stemma dei Visdomini

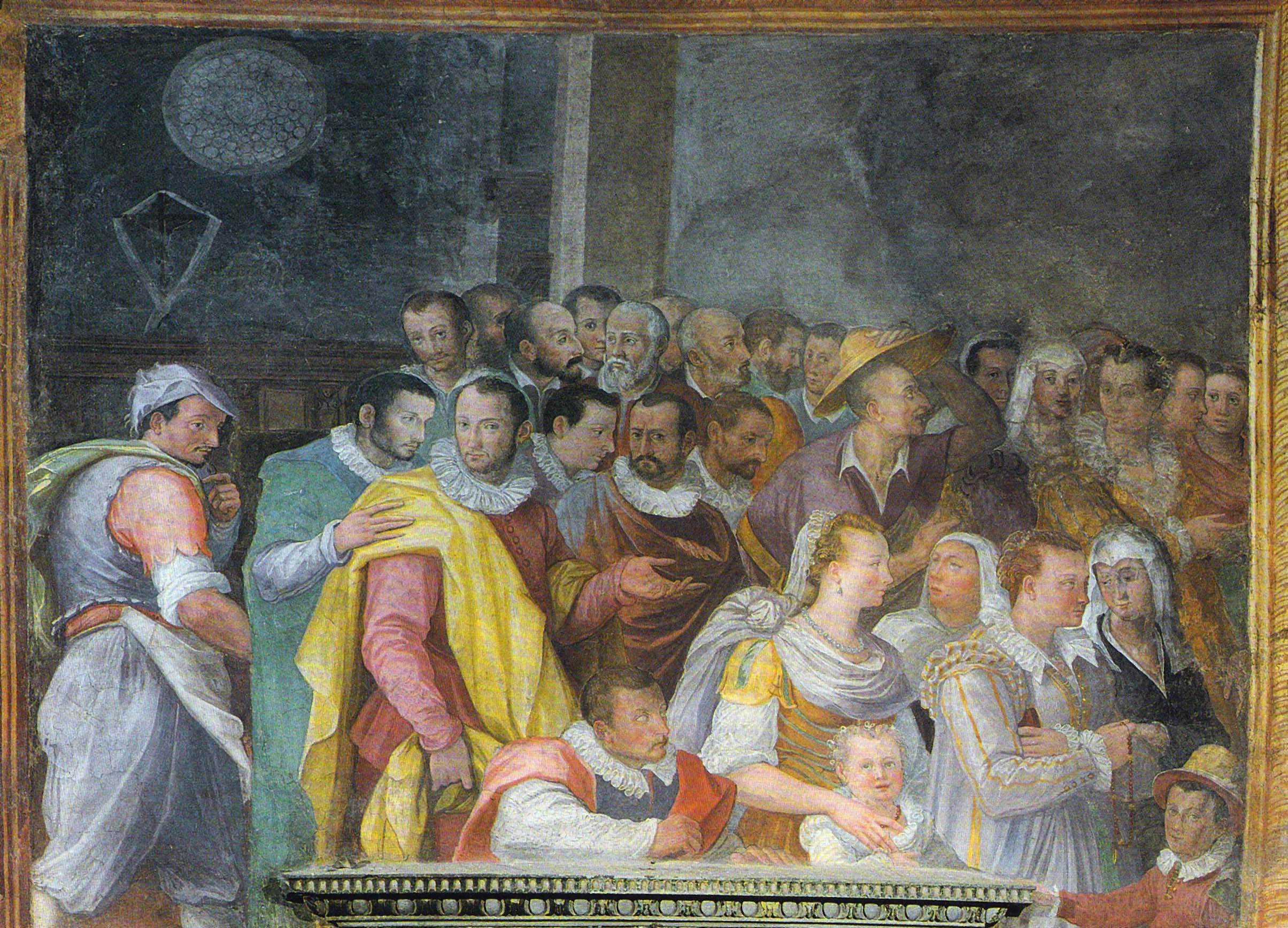
Alessandro Allori - La Ricognizione delle Reliquie di San Giovanni Gualberto

Il quadro posto all'altare dietro la statua di san Giovanni Gualberto risale al 1709 e raffigura un Allegoria della Chiesa romana, circondata da angeli, uno dei quali consegna a due monaci la bolla di papa Celestino III che nomina santo Giovanni Gualberto, si tratta di un'opera di Vincenzo Meucci.
Alle pareti laterali sono due tele realizzate da Giovanni Maria Butteri su disegno di Alessandro Allori quella di destra, mentre quella sulla sinistra è di Alessandro Pieroni. La tela di destra raffigura la Prova del fuoco sostenuta da Pietro Igneo, mentre la tela di sinistra san Giovanni Gualberto in preghiera davanti al Crocifisso, narra il fatto centrale della vita di San Giovanni Gualberto ovvero il perdono dell'uccisore del fratello e il Crocifisso di San Miniato che inchinò il capo in segno di approvazione.

#### Transetto sinistro
Gli affreschi sono di Alessandro Allori e allievi e furono eseguiti nel 1581. Quelli della parte superiore raffigurano episodi della vita di san Giovanni Gualberto. Ma più interessante è quello posto più in basso. Raffigura la Ricognizione delle reliquie del Santo avvenuta nel 1580. L'opera è divisa su due pareti, ma raffigura un solo episodio. Molto bella è la precisione dei dettagli come l'abbigliamento delle dame o il vestiario dei campagnoli e dei giovani. I monaci sono disposti in prospettiva concentrica verso il prelato e i loro volti sono altrettanti ritratti dei monaci allora presenti nella Badia. È rappresentata anche la stessa cappella nella versione dell'Allori e si vedono alcuni operai intenti a sollevare la pietra del sepolcro. Si vede anche il polittico che allora era posto all'altare maggiore, che era stato eseguito dal pittore senese Jacopo di Mino nel 1372 su commissione dell'abate Federico Chigi. Il polittico raffigurava la Madonna e Santi e venne rimosso per far posto alla tela del Passignano e in seguito disperso.
Nella parete del campanile è collocata la pietra del sepolcro originario di san Giovanni Gualberto ed è presente una porta che conduce ad una scala a chiocciola che arriva nella cripta.

#### Cappella di San Sebastiano e Sant'Atto

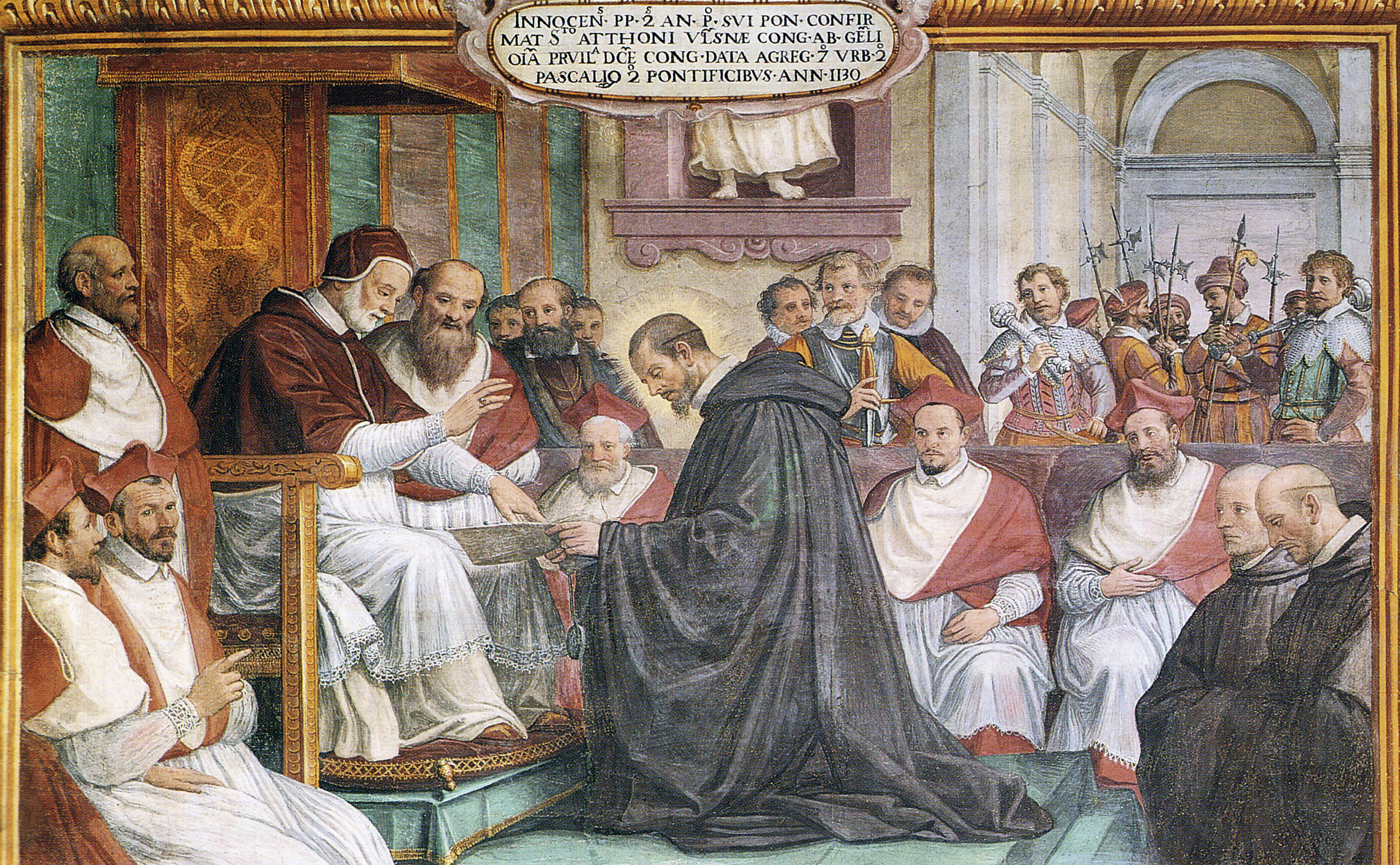
Benedetto Veli - Incontro tra Innocenzo II e l'Abate Atto

È quella posta sulla destra dell'altare maggiore. Sul pilastro posto sulla sinistra, verso la cappella maggiore, è collocato un Crocifisso del XVI secolo, considerato miracoloso.
In origine questa cappella era intitolata al solo San Sebastiano, ma nel XVII secolo, dopo la canonizzazione, venne dedicata anche a sant'Atto, abate di Vallombrosa e successivamente vescovo di Pistoia, e in occasione della nuova intitolazione venne abbellita da due tele di Benedetto Veli.
Nel quadro dell'altare Vergine in Gloria tra i Santi Sebastiano e Atto, i due santi sono raffigurati mentre conversano con la Madonna. La tele della parete sinistra raffigura San Sebastiano che conforta un gruppo di fedeli. In questa tela il santo è raffigurato nelle vesti di tribuno della guardia imperiale mentre nelle due lunette sovrastanti sono dipinti i santi romani Marcellino e Marco, carcerieri di San Sebastiano e da lui convertiti alla fede cristiana. La parete di destra presenta una tela dedicata a san Atto: in questa opera è rappresentato il monastero di Compostela dove due cittadini pistoiesi ricevono dal vescovo locale le reliquie di San Giacomo Apostolo da consegnare al vescovo Atto; la storia continua nella lunetta di sopra dove vediamo san Atto nel gesto di ricevere le reliquie.
Nella volta è affrescata l'Incoronazione della Vergine, mentre nelle vele sono raffigurati i profeti Davide e Gioele e le donne Giuditta e Abigail.
In questa cappella molto interessante è la mensa dell'altare, realizzata da un intarsio di pietre dure molto colorite.
Gli affreschi sono tutti opera di Benedetto Veli e narrano la Vita di sant'Atto.
L'affresco delle parete di fronte alla cappella mostra il papa Innocenzo II durante l'udienza concessa all'abate Atto ed è un bel documento sulla corte pontificia del XVII secolo soprattutto per i costumi delle guardie svizzere. Un altro affresco raffigura l'esposizione del corpo di sant'Atto nel duomo di Pistoia che, riesumato dopo 250 anni, appare incorrotto.

#### La cripta

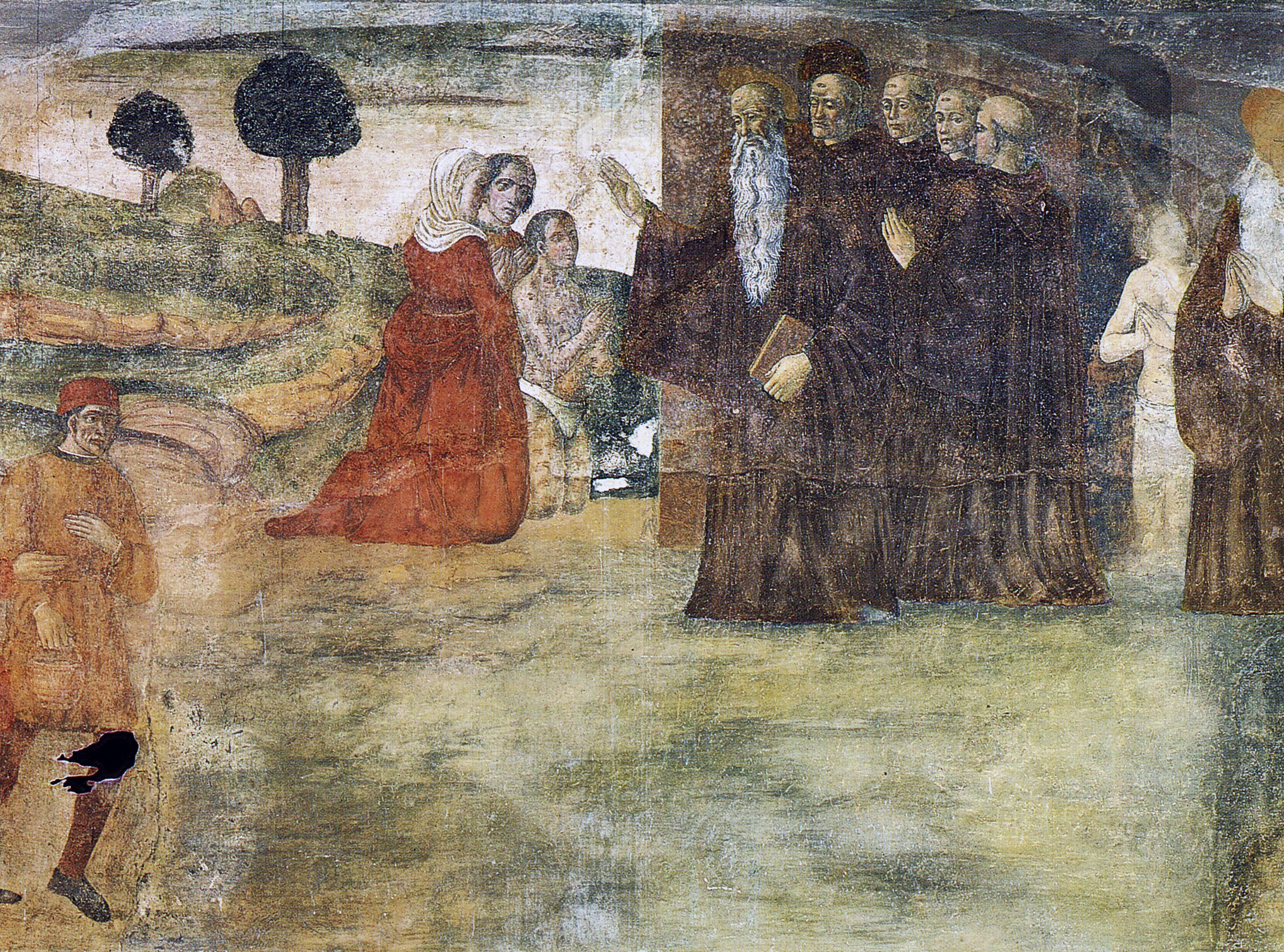
San Benedetto libera un indemoniato, affresco di Filippo di Antonio Filippelli

Si accede alla cripta da una porta situata nella parete sinistra della cappella di san Giovanni Gualberto.
La cripta è riferibile alla primitiva chiesa dell'XI secolo. Si presenta divisa longitudinalmente in tre navate con le volte a crociera sostenute da colonne di spoglio e da mensole infisse nel muro.
Al centro del pavimento è posta una scritta che indica il luogo della prima sepoltura di san Giovanni Gualberto, qui rimasto dal 1073 al 1210.

#### Sacrestia
Si accede alla sacrestia da una porta posta sulla parete destra della cappella di san Sebastiano e sant'Atto.
Si tratta di un'ampia sala quattrocentesca coperta con volte a botte e sostenute da peducci in pietra serena sullo stile di Francesco di Simone Ferrucci. Nel mezzo delle due finestre è collocato un tabernacolo in pietra ricavato da un antico lavabo e fatto realizzare dall'abate Isidoro del Sera tra il 1455 e il 1485 per custodirvi il reliquiario di san Giovanni Gualberto.
Le pitture poste sugli sportelli in legno raffigurano tre scene: san Pietro Igneo che attraversa il fuoco; san Giovanni Gualberto libera un monaco dal demonio; il Reliquiario portato in processione libera un'ossessa, tutte opera di Filippo di Antonio Filippelli.
I banconi della sacrestia vennero realizzati nel 1580 da Domenico Atticciati e sopra di essi sono collocate otto piccole tele attribuite Francesco Curradi.

##### Il Reliquiario di san Giovanni Gualberto
Il Reliquiario di san Giovanni Gualberto è formato da un busto in argento cesellato e sbalzato realizzato nel XV secolo con aureola realizzata da Paolo Sogliani nel Cinquecento, mentre il basamento decorato con una ghirlanda di venti edicole con pinnacoli e cuspidi presenta all'interno di ogni edicola delle scene che raffigurano al vita del santo, in finissimo smalto realizzato tra il 1324 e il 1332.

### Il monastero

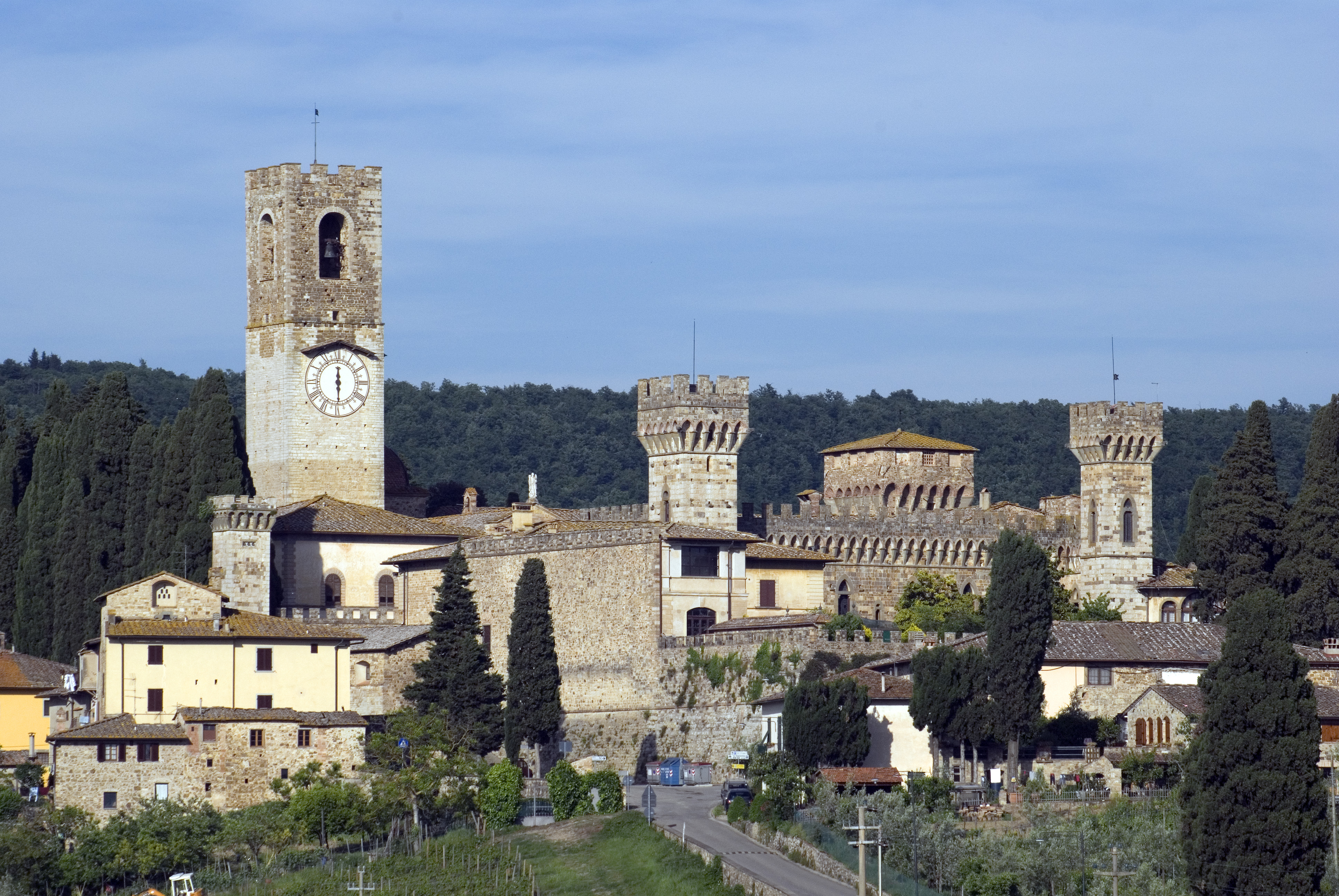
Veduta del monastero

L'aspetto esteriore del monastero, che sorge a fianco della chiesa, è quello di un forte castello militare dotato di cinque torri angolari. L'aspetto interno però rivela una tipica abbazia benedettina.
Del cenobio, realizzato intorno all'anno mille per ospitare la prima comunità vallombrosana, oggi non rimane nulla. Una prima mole di lavori venne effettuata intorno al 1055 dopo la nomina ad abate di Leto. In seguito, nel 1255, quand’era abate Ildebrando, dei fiorentini della famiglia degli Scolari attaccarono il monastero, che, a seguito di un incendio, fu quasi completamente distrutto:
si salvarono soltanto gli ambienti della chiesa, la quale sfuggì all’ira di quei masnadieri per miracolo di San Giovanni Gualberto, che ivi è sepolto.
(la fonte di questa parte in corsivo è alla nota 12 di pagina 51, nel capitolo II di https://flore.unifi.it/retrieve/e398c380-5056-179a-e053-3705fe0a4cff/Giuseppe_Nicastro_Tesi_Dottorato.pdf: <<[12] da Fornaciai, op. cit. , 1903.>>
Da Fornaciai, La Badia di Passignano, Cenni storici e artistici con illustrazioni - FIRENZE - TIPOGRAFIA E LIBRERIA DOMENICANA - Via Ricasoli 61- Firenze - 1903:
<< Dopo quell'incendio, la riedificazione del Monastero, assai più solido e più grandioso dell'antecedente, si deve a Ruggiero dei Buondelmonti, successore immediato d'Ildebrando, come apparisce dalla iscrizione dell'anno 1294 scolpita nell'architrave della bella porta del Chiostro.;Il discendente dei terribili e potenti signori di Montebuoni, che alle doti di ottimo religioso accoppiava una rara perizia nelle armi, cinse il suo edifizio di solide mura a guisa di munito castello, affinché in un altro possibile attacco per parte dei vari baroni, faziosi e tiranni, che sempre scorazzavano per la campagna, i monaci trovassero nel loro monastero un asilo più sicuro, e potessero anche difendersi. Riacquistò inoltre il Buondelmonti al Monastero i beni e i diritti usurpati da quei degli Scolari, ed anzi accrebbe le sue rendite e il suo patrimonio. Eletto Generale dell'Ordine intese unicamente alla riforma della vita regolare, riordinò gli studi, e così diede alla religione monaci santi e dotti.>>
Attualmente l'ingresso è situato nella torre posta alla destra della facciata della chiesa. La torre, la facciata alla sua sinistra fino alla chiesa, la facciata interna rivolta verso il giardino e fino all'altra torre costruita sopra l'ingresso originario sono tutte opere realizzate dopo il 1870, quando il complesso, ormai passato in mano ai privati, venne trasformato, su progetto dell'architetto Uguccioni di Firenze, in una villa-castello in stile neogotico, secondo la moda del tempo.
Del XV secolo è il monumentale portone d'ingresso al chiostro. Si tratta di un'opera lignea intagliata sulla facciata esterna e intarsiata su quella interna, incorniciata da un altrettanto monumentale portale quattrocentesco, realizzato in pietra serena dagli scalpellini Andrea di Neri e Mariotto da Settignano.

#### Il chiostro

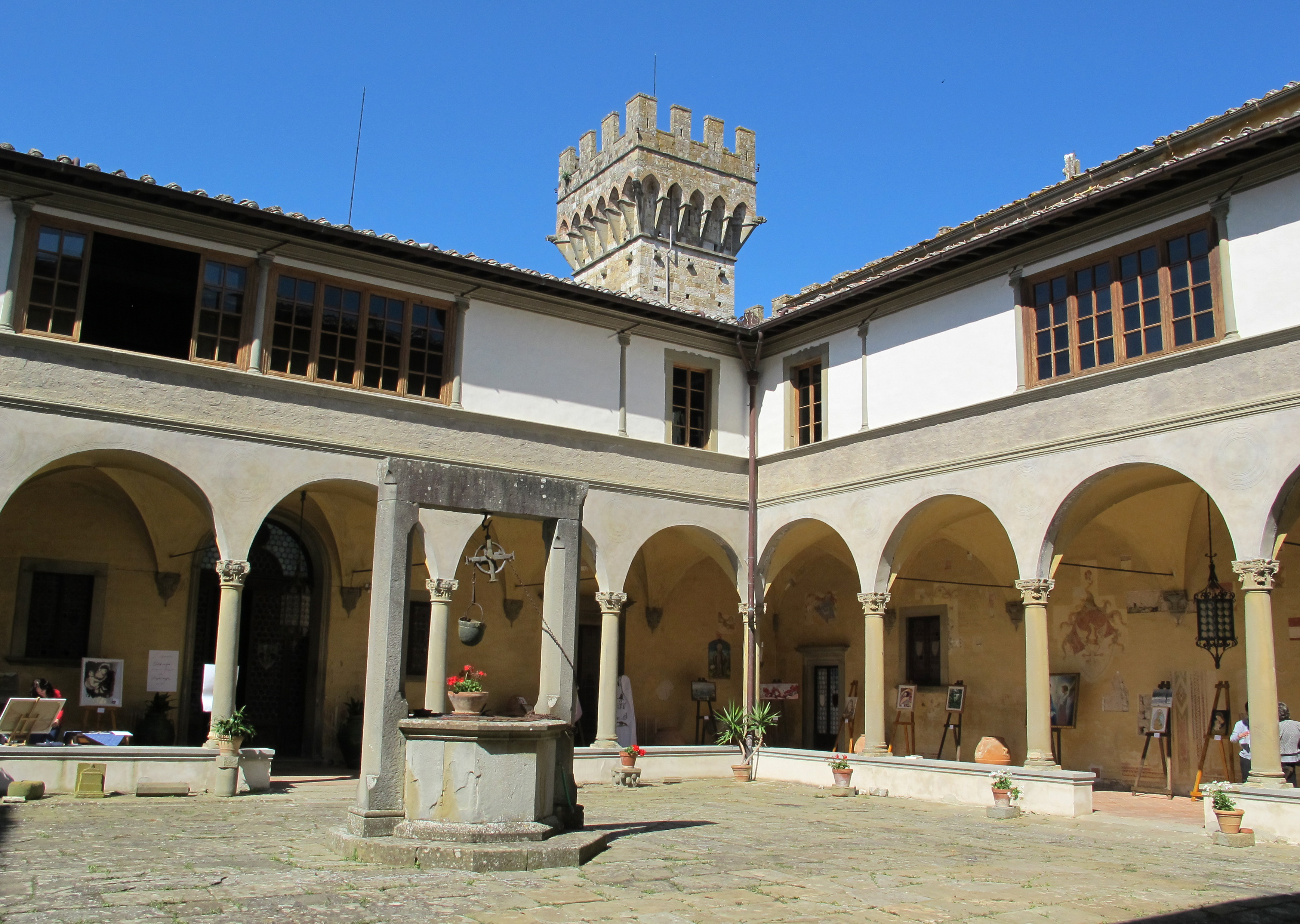
Il chiostro

Il chiostro venne realizzato a partire dal 1470 su disegno di Jacopo Rosselli (1439-1515), fratello di Bernardo, il pittore che dipinse le lunette nel refettorio.
Architettonicamente non si discosta dai numerosi e coevi chiostri realizzati in Toscana nella seconda metà del Quattrocento. Al piano terra presenta una serie di ampie arcate a sesto ribassato e con volte a crociera con colonne e peducci. Non sono rimaste né tracce visive né testimonianze negli archivi di decorazioni pittoriche. Il piano superiore è coperto a tetto e sostenuto da colonne, originariamente era aperto con architravature lignee e con un parapetto in muratura, ma venne chiuso nel 1755.
Il chiostro venne terminato nel 1483 e subito dopo venne chiamato Filippo di Antonio Filippelli a dipingere le pareti interne con la Vita di san Benedetto, gli affreschi rappresentano la vita del santo dal momento in cui lascia Roma al momento della morte. Gli affreschi vennero rovinati nel 1734 quando venne deciso di ricoprirli con un'imbiancatura a calce e solo all'inizio del XX secolo vennero riportati alla luce e restaurati, ma per le scene poste vicino al tetto si dovette procedere ad un rifacimento.

#### Il refettorio

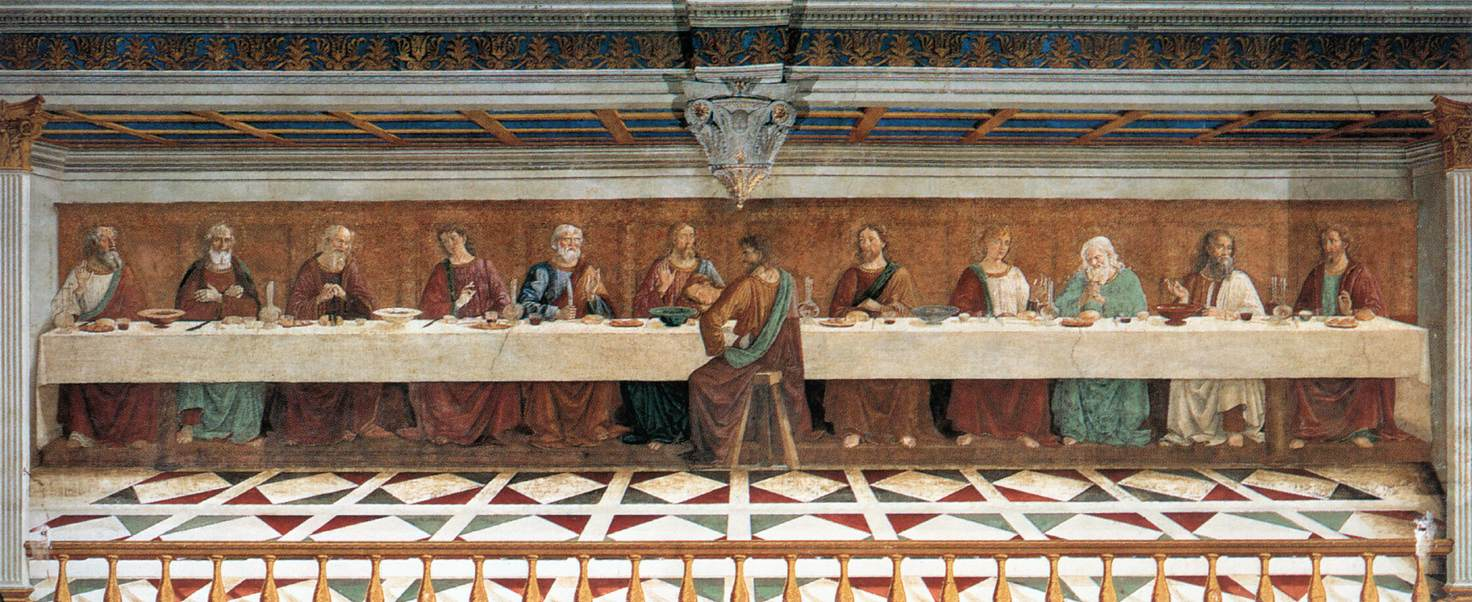
Ultima cena di Domenico Ghirlandaio

La sala del refettorio venne realizzata durante i lavori del XV secolo. La sala è lunga 17,40 metri, larga 10,50 m e alta 8,50 m ed è coperta a botte poggianti su peducci in pietra serena.
I lavori avvennero sotto la direzione dell'abate Isidoro del Sera, il quale decise di farvi realizzare un'Ultima Cena, secondo le consuetudini monastiche. La parte decorativa venne affidata inizialmente a Bernardo di Stefano Rosselli, che nel 1472 dipinse le due lunette poste sopra il cenacolo: per questo lavoro ricevette una paga di 24 lire. La lunetta di sinistra raffigura Adamo ed Eva cacciati dal paradiso terrestre. L'affresco è palesemente ispirato all'omonimo di Masaccio nella cappella Brancacci, dove viene illustrata la colpa dei progenitori nelle sue conseguenze, mostrando l'inizio dell'espiazione; un portale dipinto separa il paradiso terrestre dal mondo terreno. Adamo ed Eva vengono accompagnati da un angelo fuori dalla porta, ma non sono del tutto abbandonati dalla Provvidenza divina che gli dà gli attrezzi per procurarsi da vivere: la zappa per Adamo e la conocchia per Eva. La lunetta di destra raffigura Caino e Abele inseriti in un paesaggio diverso: terra, acqua, animali, l'ara sacrificale per immolare l'agnello e due mani accoglienti che indicano che il sacrificio è gradito a Dio. Il protagonista della scena è Caino che uccide il fratello Abele, il quale gronda sangue dalla testa. Allo stesso Rosselli vennero affidati altri lavori, come la decorazione della Sala dell'antirefettorio, ma gli interventi posteriori hanno cancellato le sue opere.
Per dipingere l'Ultima cena, nel 1476 venne chiamato Domenico Ghirlandaio, allora ventisettenne, ma già pittore di fama, che si fece aiutare dal fratello David. Dei lavori dei Ghirlandaio a Passignano ha scritto anche Giorgio Vasari e nel libro della contabilità del monastero si leggono i compensi percepiti dai due fratelli, ma anche i materiali usati e chi li forniva.
Il Cenacolo dei Ghirlandaio mostra un ambiente claustrale, quasi un refettorio; la scena è inquadrata in un'architettura quattrocentesca chiaramente ispirata al cenacolo di Andrea del Castagno in Sant'Apollonia, ma la prospettiva non è impeccabile, in quanto le figure degli apostoli sono sproporzionate rispetto al basso ambiente della scena. Al centro di tutto ci sono i due protagonisti: Cristo, raffigurato con un'espressione solenne, getta lo sguardo sul tavolo e alza la mano destra per benedire e al suo petto si appoggia Giovanni, il discepolo prediletto; di fronte c'è Giuda che consapevole del suo tradimento con la sua posa, il suo sguardo rivolto verso il basso e i capelli disordinati esprime una cupa solitudine. Diverse sono le espressioni e le figure degli altri apostoli: alcuni mostrano un volto bello e giovane, mentre altri sono vecchi e rugosi con il più vecchio di loro ripreso in atteggiamento orante. Notevole e messa ben in evidenza la ricchezza della tavola e la finezza delle bottiglie di acqua e vino, i bicchieri e i pani.

#### La cucina

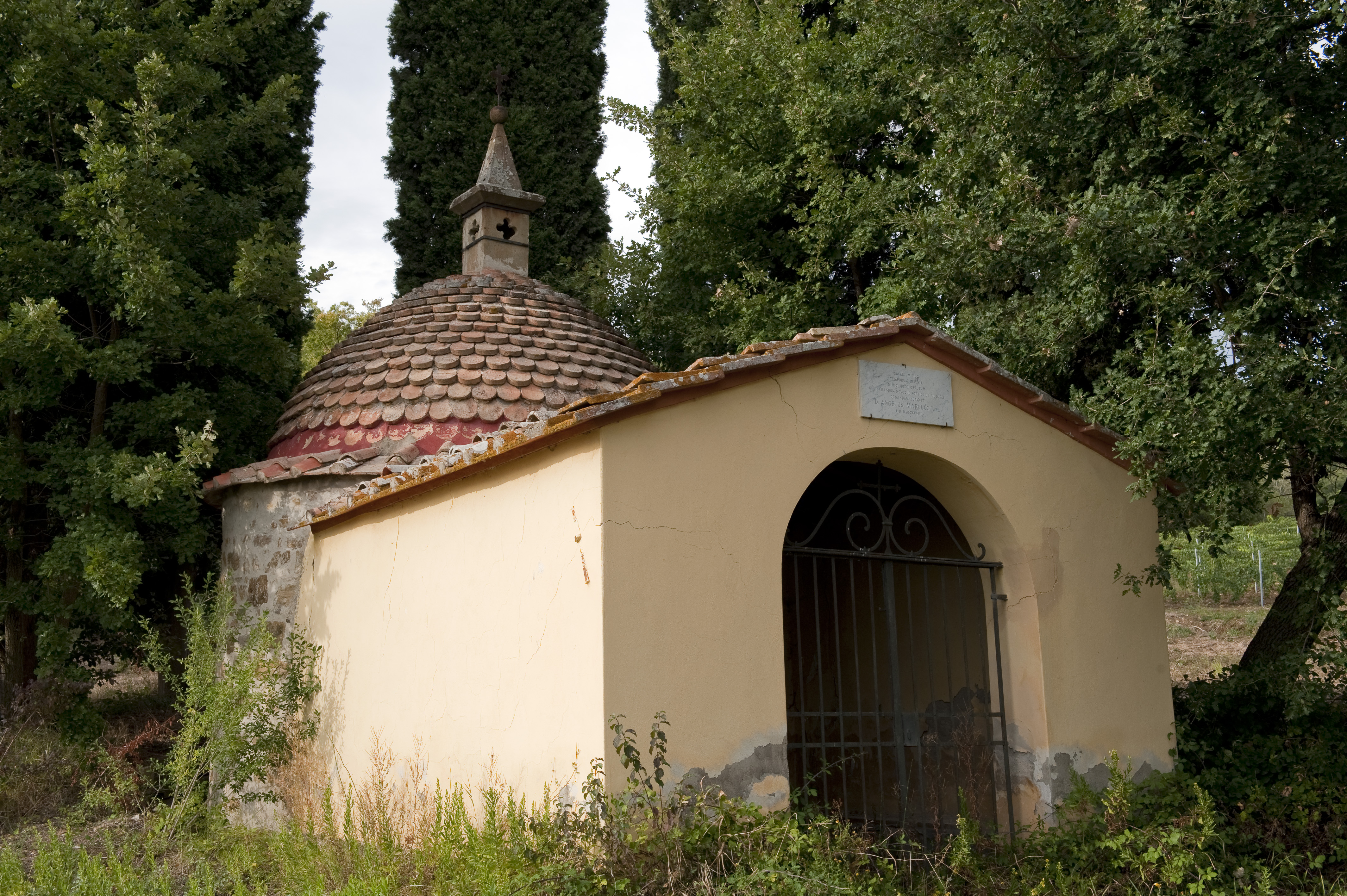
Cappella dei Pesci

Tra gli ambienti di servizio del monastero di particolare pregio è la cucina rimasta estranea ai rifacimenti ottocenteschi. All'angolo sinistra spicca la mole del focolare con cappa sorretta da un architrave in pietra scolpita e poggiante su due robuste colonne in pietra. Il camino, come appare oggi è stato sistemato nel XVIII secolo.
Allo stesso periodo risale la tavola posta al centro della sala, il cui piano è realizzato con un'unica lastra di pietra.

### Cappella dei Pesci
A breve distanza dal monastero, sulla strada che conduce a Panzano e Greve in Chianti, è situata un'elegante cappella a pianta circolare, realizzata per ricordare un miracolo qui realizzato da san Giovanni Gualberto. Secondo la leggenda, durante il soggiorno di papa Leone IX a Passignano, Giovanni Gualberto inviò due conversi alla fonte di Camugnana (situata dove oggi sorge la cappella) per prelevare due lucci da offrire al pontefice. I due conversi ribatterono che in quella fonte non c'erano mai stati dei pesci, anche per via delle ridotte dimensioni, ma Giovanni Gualberto fu irremovibile. Una volta giunti sul posto i conversi effettivamente vi trovarono i due pesci e da allora si diffuse la leggenda che le acque della fonte fossero miracolose e anche taumaturgiche.

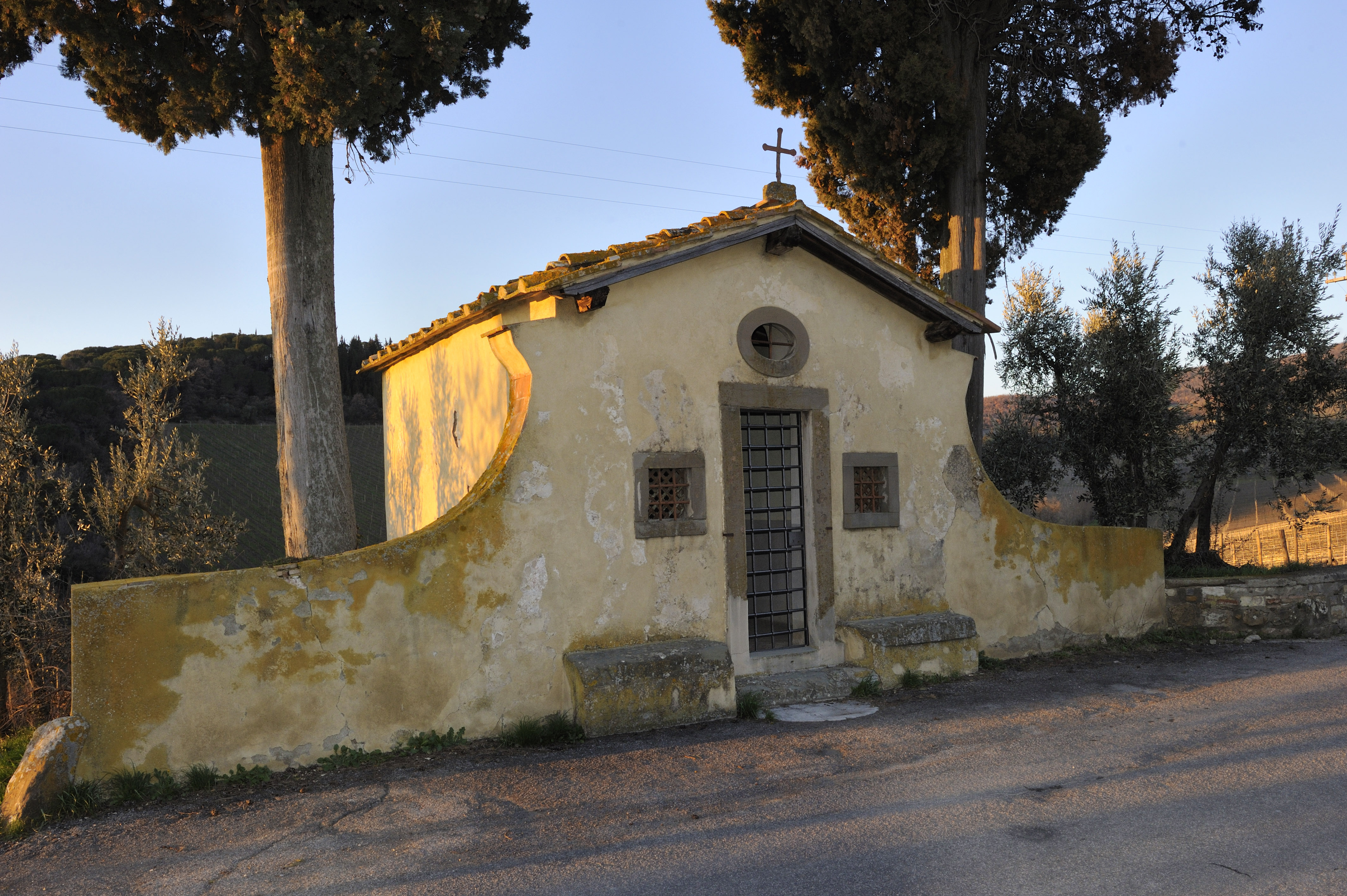
Cappella del Morandello

Nel 1510, don Iacopo Mindria da Bibbiena fece costruire la cappella quale ringraziamento per la sua guarigione da una grave malattia. In una lapide, oggi scomparsa, era riportato che nel 1798 per opera dell'abate Angelo Marcucci, l'edificio venne restaurato e venne dotato del piccolo nartece.
L'edificio ha pianta circolare ed è sovrastato da una cupoletta, nella cui lanterna è riportata la data di costruzione (1798), rivestita esternamente da mattoni disposti a squame di pesce. All'interno, sotto l'altare, è collocata la vasca, dalla quale sgorgava l'acqua della sorgente miracolosa.

### Cappella del Morandello
La cappella è situata lungo strada che da Sambuca Val di Pesa conduce al monastero e prende il nome dal podere in cui fu costruita.
La costruzione della cappella venne autorizzata dall'abate di Passignano nel 1584 per le processioni della compagnia di san Biagio e fu finanziata dalle elemosine dei fedeli. Pochi anni dopo, nel 1598, venne sistemata la strada che dalla piazza del monastero conduce alla cappella che in quell'occasione venne rinnovata.
La cappella è un piccolo edificio dotato di una semplice facciata, al cui centro si apre il portale. Questo è affiancato da due finestrelle quadrate con sottostanti inginocchiatoi e sovrastato da un occhio ovale; tutte le aperture sono incorniciate da pietra serena. L'edificio appare elegante anche grazie alle due volute che lo raccordano sui due lati al muretto posto lungo la via.

## Bibliografia

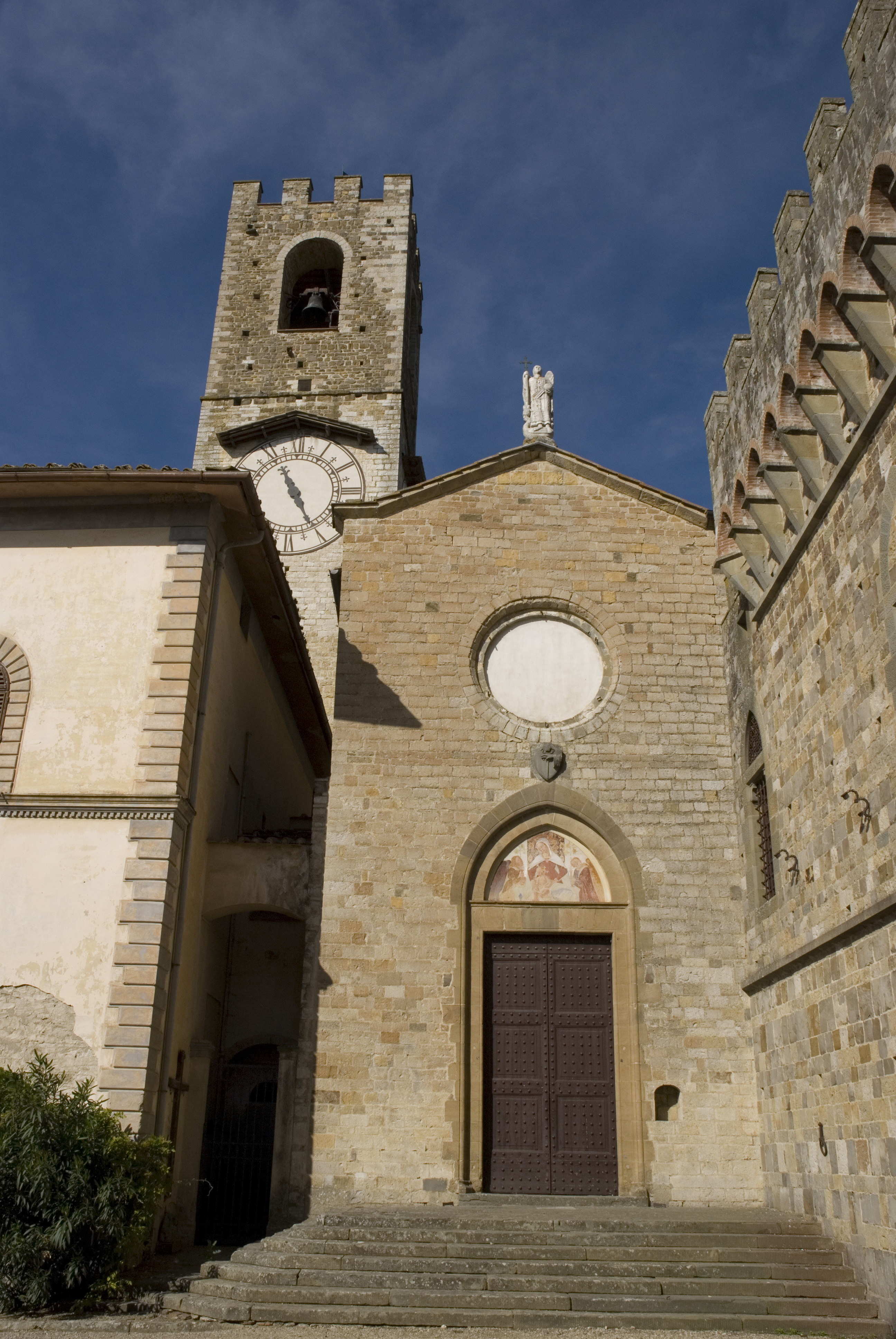
Facciata della chiesa

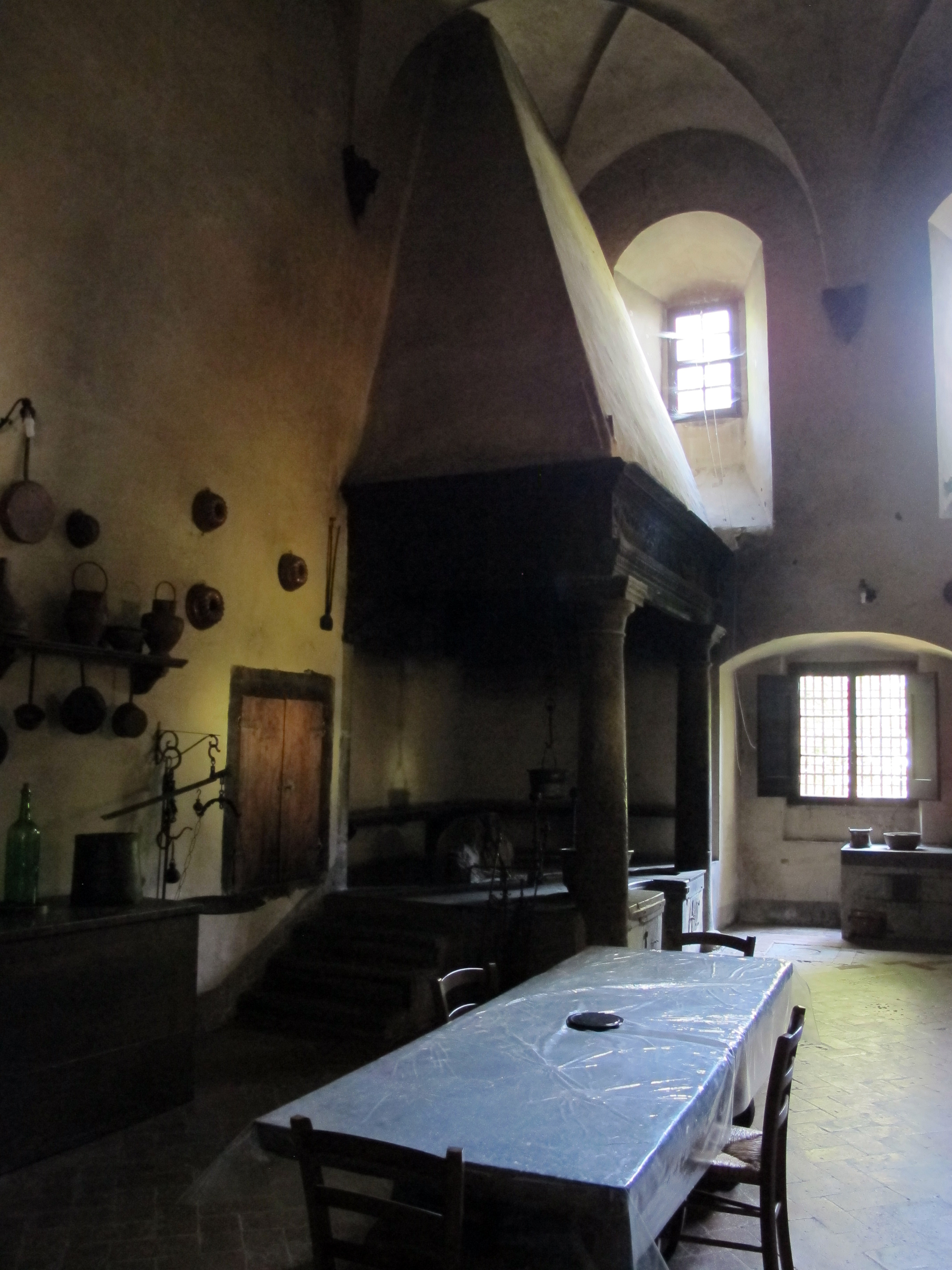
Le vecchie cucine

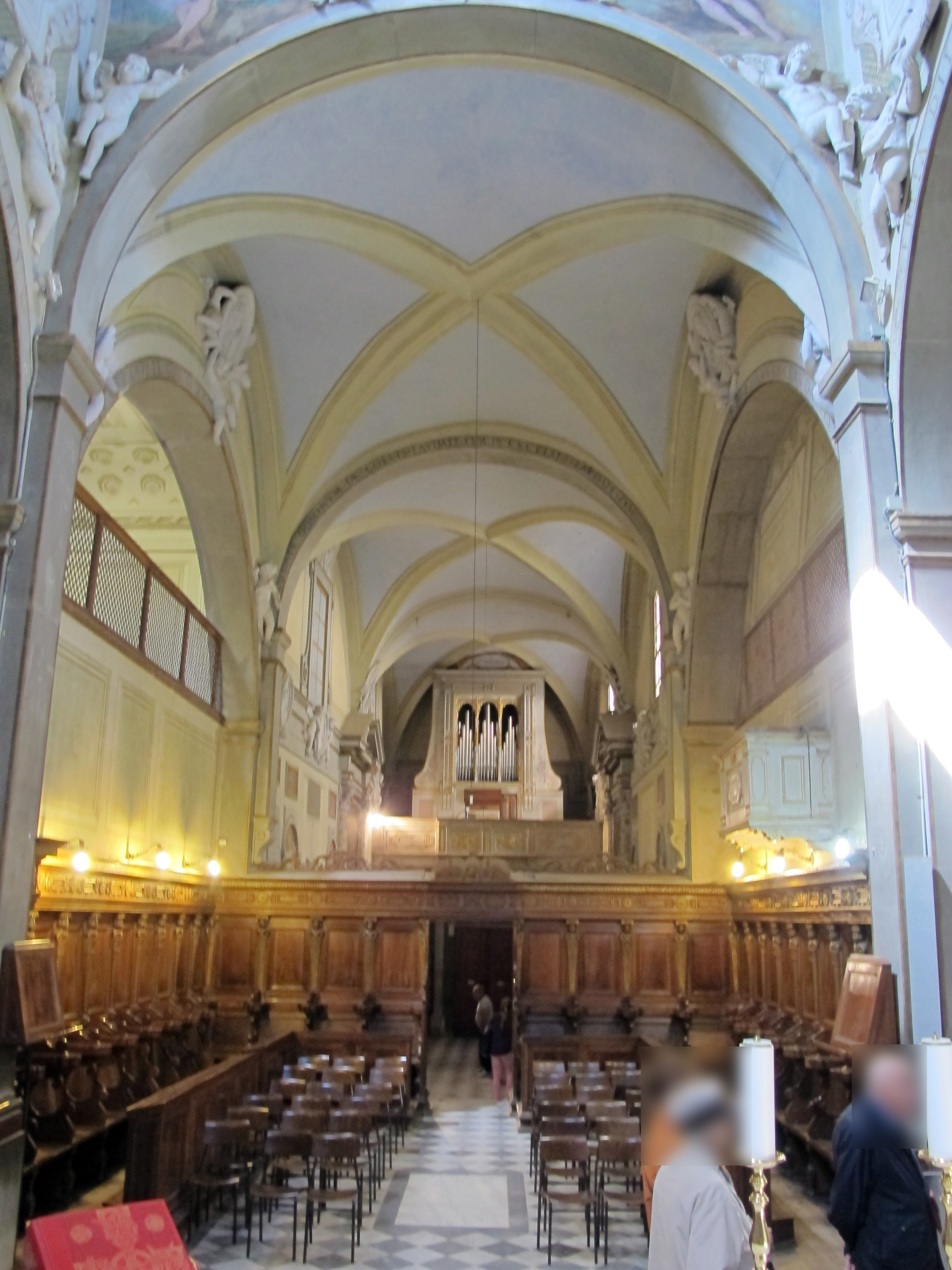
Veduta nella chiesa del coro e dell'organo in controfacciata